# Hydro-Québec
Vous lisez un « article de qualité » labellisé en 2010.
Hydro-Québec est une société d'État québécoise responsable de la production, du transport et de la distribution de l'électricité au Québec. Fondée en 1944, son unique actionnaire est le gouvernement du Québec. La société a son siège social à Montréal.
Avec ses 62 centrales hydroélectriques, Hydro-Québec constitue le principal producteur d'électricité au Canada et l'un des plus grands producteurs mondiaux d'hydroélectricité,,. La puissance installée de ses installations s'établit à 37 439 mégawatts (MW) et elle comptait 4,55 millions de clients en 2023.
Les grands développements hydroélectriques menés sans interruption pendant un demi-siècle — les centrales de Bersimis, l'extension de la centrale de Beauharnois, Carillon, Manic-Outardes, Churchill Falls et le gigantesque projet de la Baie-James — ont permis au Québec de réduire sa dépendance à l'égard des combustibles fossiles. En 2017, l'électricité représentait 40,9 % de la demande finale d'énergie primaire au Québec. Cependant, la construction et l'exploitation de ces aménagements ont eu des conséquences sur l'environnement nordique. Elles ont aussi eu un impact sur les populations autochtones vivant dans le Nord-du-Québec, qui ont vigoureusement contesté les développements hydroélectriques de l'État québécois.
Depuis sa fondation, Hydro-Québec joue un rôle déterminant dans le développement économique du Québec, par la taille et la fréquence de ses investissements, par le développement d'une expertise reconnue, notamment dans le domaine du génie-conseil, de la gérance de grands projets d'infrastructures et du transport de l'électricité, ainsi que par sa capacité à produire une grande quantité d'électricité à bas prix.
L'augmentation des coûts de l'énergie au cours des années 2000, les bas taux d'intérêt et l'émergence d'un consensus international sur la question des changements climatiques ont eu un impact positif sur les résultats financiers d'Hydro-Québec. Entre 2019 et 2023, l'entreprise a versé des dividendes de 12,5 milliards de dollars canadiens au gouvernement du Québec tout en garantissant aux Québécois des tarifs d'électricité qui figurent parmi les plus bas en Amérique du Nord.
En 2025, la société d’État souhaite bonifier son programme de crédits pour les producteurs d’énergie solaire et augmenter la capacité maximale des installations résidentielles et commerciales. Parallèlement, elle lancera des appels d’offres pour construire des centrales solaires totalisant 300 mégawatts, qui seront développées par le secteur privé sur des terrains non agricoles. Ces initiatives visent à diversifier les sources d’énergie et à répondre à la demande croissante d’électricité au Québec.

## Historique

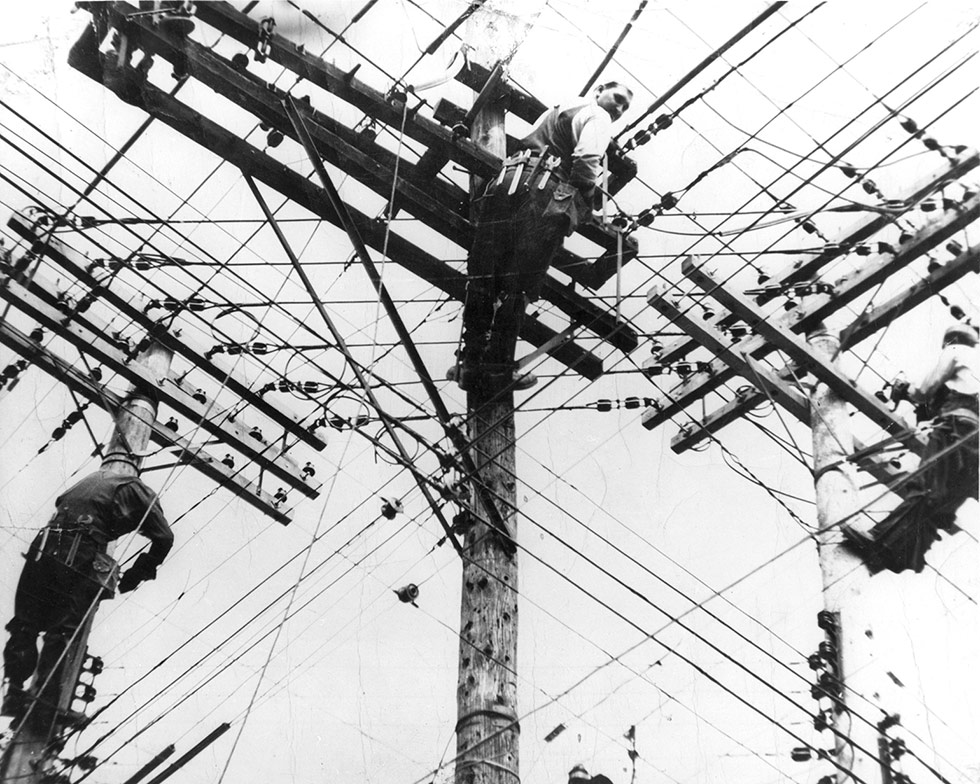
Monteurs de ligne de la Montreal Light, Heat and Power.

À la suite de la Grande Dépression des années 1930, des voix s'élèvent au Québec en faveur d'une intervention du gouvernement dans le secteur de l'électricité. Les reproches se multiplient à l'endroit du « trust de l'électricité » : leurs tarifs sont considérés abusifs et leurs profits excessifs. Inspirés par la nationalisation de la production et la municipalisation de la distribution menée en Ontario par Sir Adam Beck au début du XXe siècle, des personnalités, comme Philippe Hamel et Télesphore-Damien Bouchard, proposent d'imiter la province voisine. Porté au pouvoir en 1939, Adélard Godbout est favorable aux idées des partisans de la nationalisation. Il dénonce l'inefficacité du système, dominé par des intérêts anglophones, ainsi que la collusion entre les deux principaux acteurs, la Montreal Light, Heat and Power (MLH&P) et la Shawinigan Water and Power, qu'il qualifie de « dictature économique crapuleuse et vicieuse ».

### Les deux nationalisations

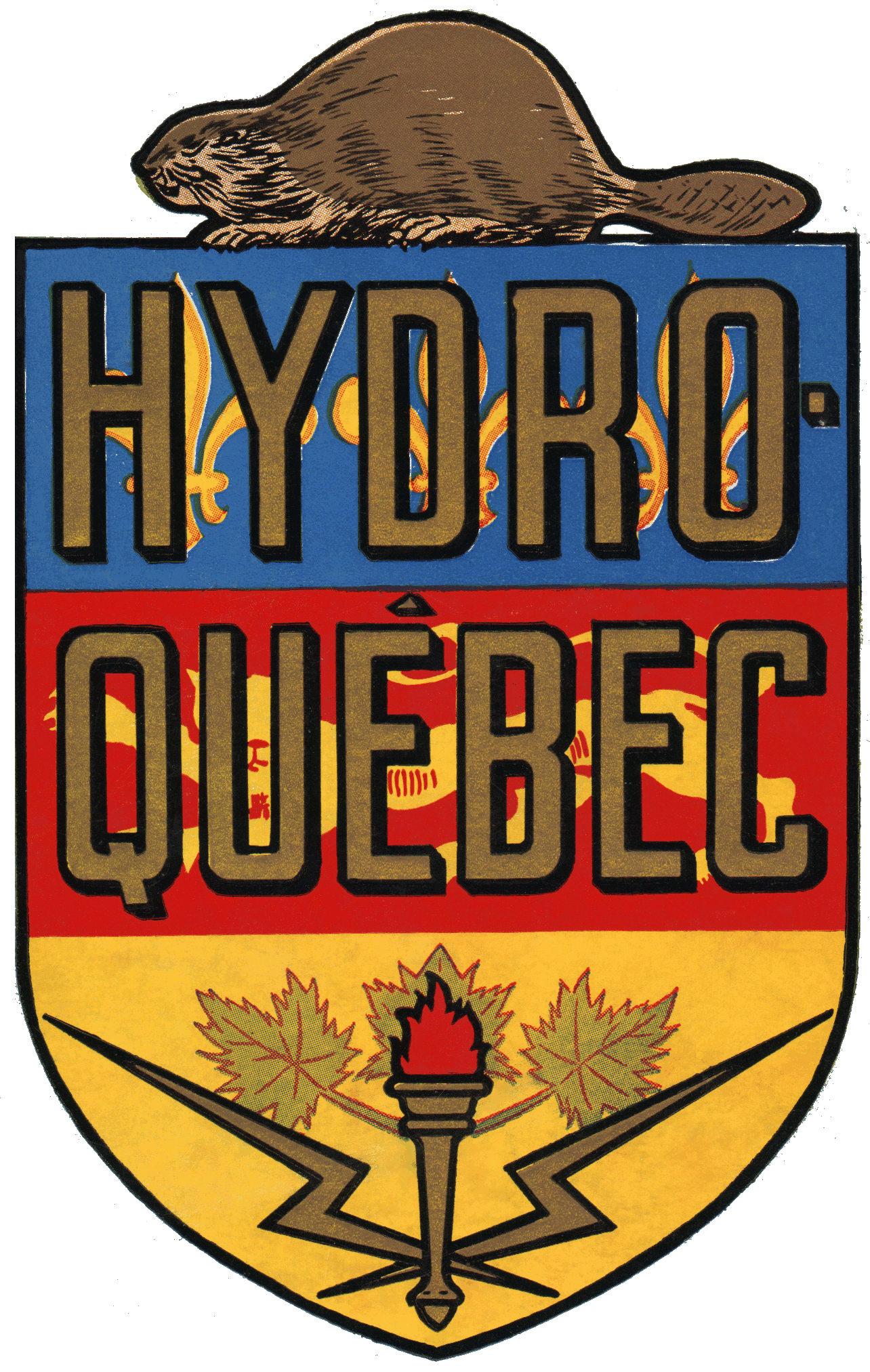
Premier logo (1944-1964) d'Hydro-Québec.

Source : Hydro-Québec, Rapport annuel 1959, 1960 [détail de l’édition].

#### Premières années
À l'automne 1943, le gouvernement Godbout annonce qu'il déposera un projet de loi afin de prendre le contrôle de la MLH&P, qui exerce un monopole dans la grande région de Montréal. Le 14 avril 1944, l'Assemblée législative du Québec adopte une loi créant une entreprise commerciale de propriété publique, la Commission hydroélectrique de Québec, abrégée en Hydro-Québec. L'article 22 de la loi confie à la nouvelle société le mandat de « fournir l'énergie [...] aux taux les plus bas compatibles avec une saine administration financière », de restaurer le réseau électrique, vétuste, et de développer l'électrification des régions rurales, non desservies par les entreprises existantes.
La prise de contrôle de la MLH&P survient dès le lendemain, le 15 avril 1944 et la défaite du parti libéral de Godbout, battu par l'Union nationale de Maurice Duplessis quelques mois plus tard, ne remet pas en cause cette décision à l'exception du mandat d'électrification rurale confié à l'Office de l'électrification rurale (OER). Le ministre Daniel Johnson, qui deviendra premier ministre entre 1966 et 1968, sera de ceux qui encourageront le développement d'Hydro-Québec.
La nouvelle direction doit accroître rapidement la production de l'entreprise si elle veut subvenir à l'augmentation rapide de la demande. Dès 1948, Hydro-Québec met en chantier la deuxième phase de la centrale de Beauharnois, qui sera complétée en 1953. Une fois ce projet terminé, la société entreprend la construction de deux centrales sur la rivière Betsiamites sur la Côte-Nord, à 700 km de Montréal. Les centrales Bersimis-1 et Bersimis-2 sont construites entre 1953 et 1959. Elles constituent un banc d'essai technique et offrent un avant-goût du développement des prochaines décennies dans le Nord du Québec,.
Hydro-Québec se borne à un rôle strictement budgétaire durant les année 1940. En 1945, le projet de loi 45 assigne officiellement à Hydro-Québec le statut d'organisme du gouvernement, qui est soumit au contrôle gouvernemental et dont les profits reviennent à la province. Ces profits, obtenus sous la forme d'obligations, servent à financer les services sociaux (surtout l'éducation et la santé). L'année suivante, le projet de loi 48 force Hydro-Québec à payer une taxe provinciale servant exclusivement à la création d'un fonds éducationnel.
Au début des années 1950, Hydro-Québec se voit accordé un rôle de premier plan dans le développement industriel, minier et économique des régions. Le développement de l'exploitation hydroélectrique permet, en plus d'approvisionner Montréal en électricité, la colonisation de nouveaux territoires. Les régions visées incluent la Côte-Nord, la Gaspésie, l'Abitibi-Témiscamingue, Chibougamau et le Saguenay-Lac-Saint-Jean; certaines villes, comme Labrieville, sont alors établies.

#### Révolution tranquille

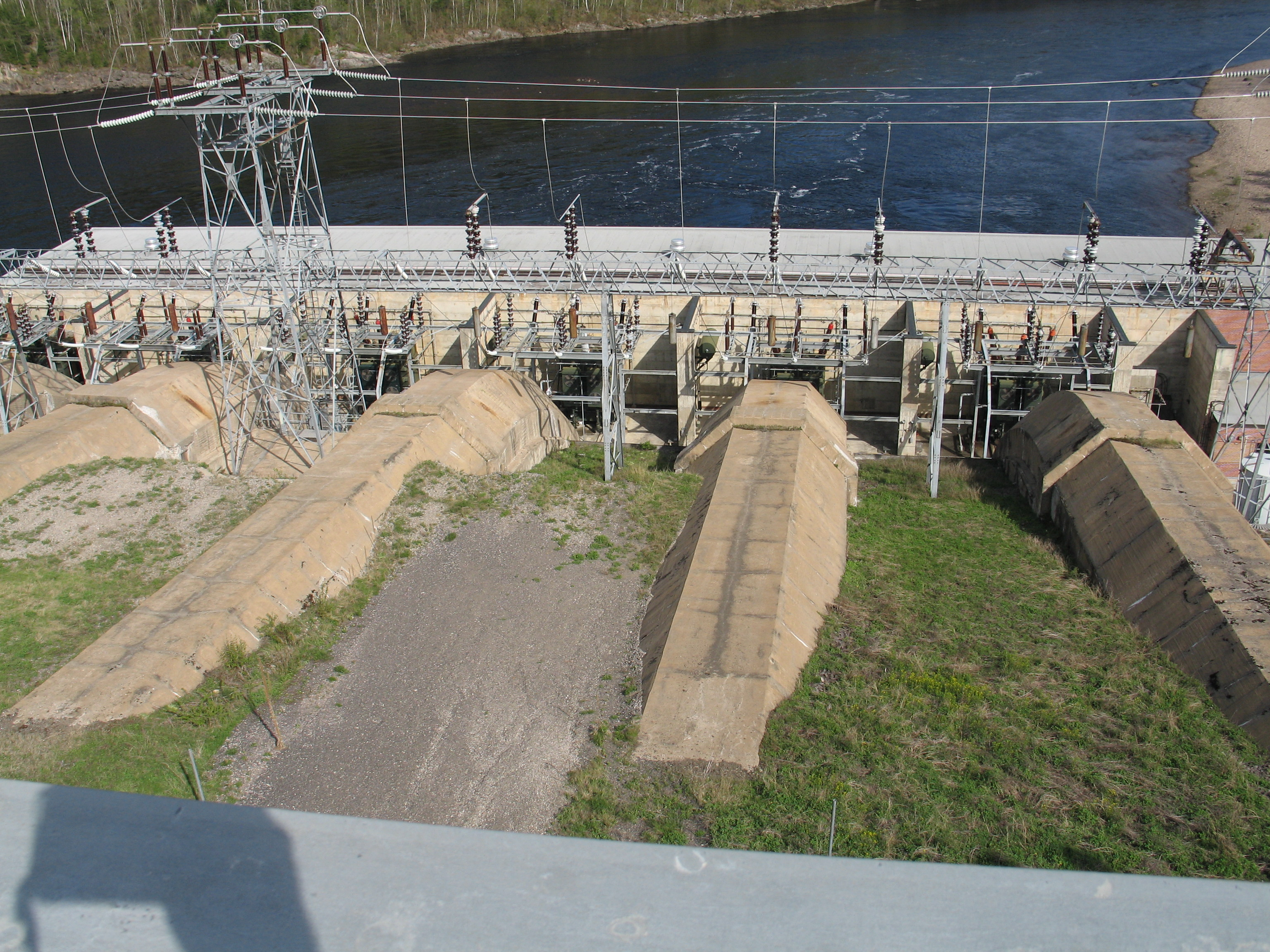
La centrale de la Trenche a été acquise de la Shawinigan Water and Power Company. D'une puissance de 302 mégawatts, sa construction a été terminée en 1950.

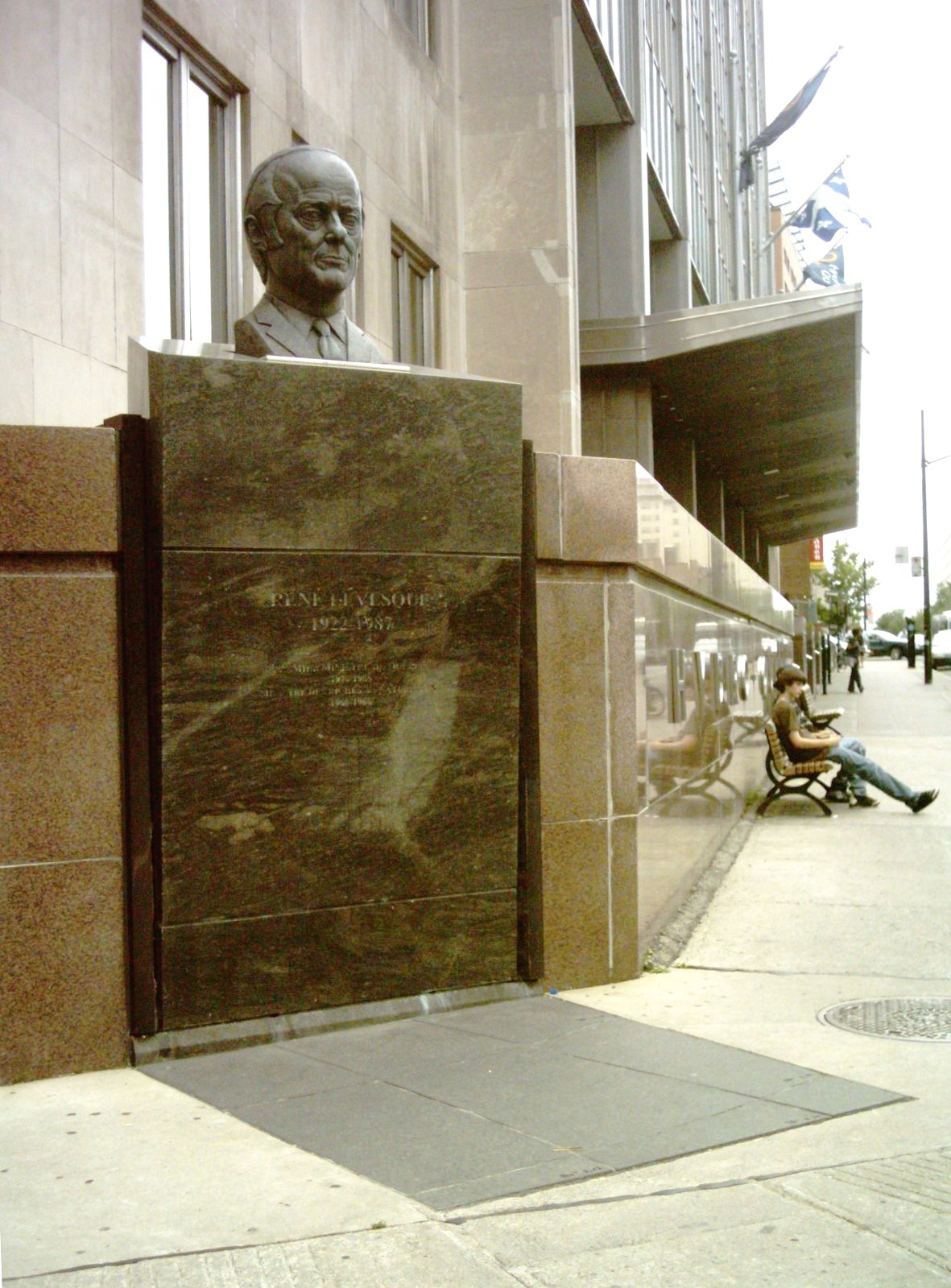
Buste de René Lévesque devant le siège social d'Hydro-Québec, à Montréal.

La Révolution tranquille n'interrompt pas l'aménagement de nouveaux barrages. Au contraire, elle lui apporte une impulsion nouvelle sous la gouverne de René Lévesque, qui hérite du poste de ministre responsable d'Hydro-Québec après l'élection de « l'équipe du tonnerre » de Jean Lesage. Le ministre approuve la poursuite des projets en cours à Beauharnois, Carillon et sur la Cote-Nord et se prépare à nationaliser les 11 compagnies privées qui dominent la production et la distribution dans la plupart des régions du Québec.
Le 12 février 1962, Lévesque donne le coup d'envoi à sa campagne pour la nationalisation. Dans un discours prononcé devant les représentants de l'industrie, il dénonce la situation actuelle, « un tel fouillis, invraisemblable et coûteux ». Il ajoute que la réforme contribuera à « un aménagement rationnel de notre économie ». Le ministre fait ensuite le tour du Québec pour rassurer le public et réfuter les arguments de la Shawinigan Water & Power, le principal opposant au projet. Les 4 et 5 septembre 1962, il parvient à convaincre ses collègues du gouvernement libéral d'appuyer la nationalisation pendant une réunion secrète du conseil des ministres, au camp de pêche du lac à l'Épaule. La question sera l'enjeu d'une élection générale anticipée. Le thème choisi est « Maîtres chez nous ».
Le gouvernement Lesage est réélu en novembre 1962 et René Lévesque va de l'avant : Hydro-Québec lance une offre publique d'achat et achète toutes les actions des 11 compagnies privées pour la somme de 604 millions de dollars. Presque toutes les coopératives électriques et une partie des réseaux municipaux acceptent aussi l'offre d'achat et sont fusionnés. Hydro-Québec devient ainsi le plus grand fournisseur d'électricité québécois le 1er mai 1963.

Pour financer les acquisitions, Hydro-Québec émet des obligations d'une valeur totale de 300 millions de dollars sur les marchés américains et ne reçoit aucun apport de capital du gouvernement. Compte tenu du montant de la transaction, qui constituait à l'époque la plus grosse opération financière réalisée par des étrangers sur la place de New York, l'emprunt est effectué en 15 émissions de 20 millions de dollars chacune. Les emprunts ont été complètement remboursés à leur terme, en 1984.

### Les années 1960 et 1970
Au lendemain de la nationalisation de 1963, Hydro-Québec mène trois grands dossiers de front. En doublant de taille du jour au lendemain, elle doit d'abord se réorganiser afin d'intégrer les nouvelles filiales aux structures existantes, tout en imposant le français comme langue de travail au sein de l'entreprise. En même temps, elle doit standardiser des réseaux hétéroclites, ce qui nécessite la conversion de milliers de clients de l'Abitibi de 25 hertz à la fréquence standard de 60 hertz. Tout cela en poursuivant la construction d'un autre grand complexe hydroélectrique sur la Côte-Nord, rendu nécessaire en raison du rythme de croissance de la consommation, qui double entre 1964 et 1973.
Pour répondre à ces défis d’envergure, Hydro-Québec met en place une transformation organisationnelle majeure. L'entreprise adopte un modèle bureaucratique d'organisation, inspiré des principes de Max Weber, pour structurer ses opérations et améliorer la coordination sur un vaste territoire. Ce modèle repose sur des mécanismes rationnels de division et de coordination du travail. La spécialisation, la hiérarchisation stricte et la standardisation des tâches contribuent à structurer les activités, tandis que des mécanismes comme l’autorité, l’application de règles impersonnelles et l’utilisation de comités permettent une coordination efficace. Ces ajustements organisationnels visent à moderniser l’entreprise et à répondre aux besoins croissants en électricité.

#### Manic-Outardes

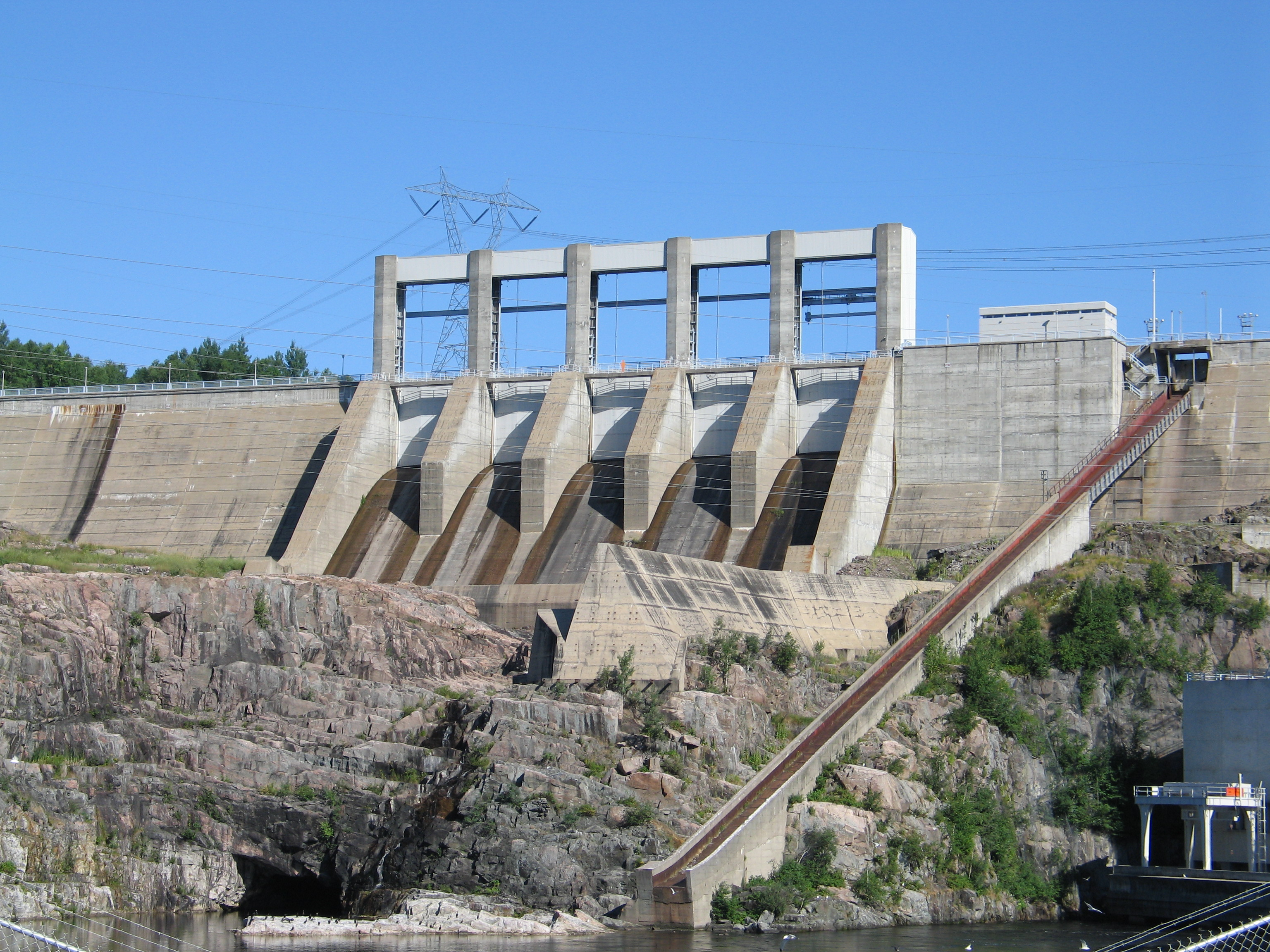
La centrale Jean-Lesage, anciennement Manic-2, construite entre 1961 et 1965.

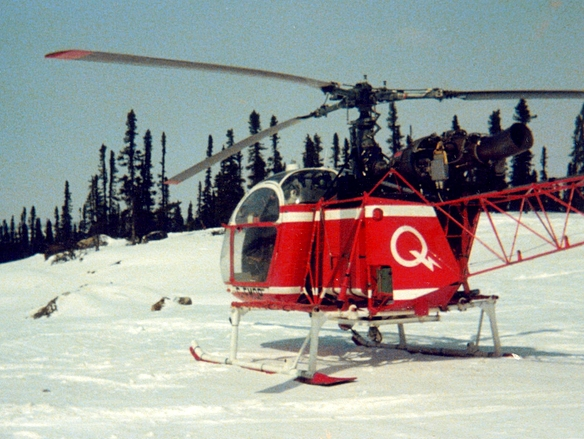
Hélicoptère de surveillance des lignes à haute tension (Hiver 1978).

Depuis 1959, la construction du projet Manic-Outardes bat son plein dans l'arrière-pays de Baie-Comeau. Des milliers d'ouvriers sont à l'œuvre afin de construire les sept centrales du complexe, dont le colossal barrage Daniel-Johnson est l'emblème. Large de 1 314 mètres, l'ouvrage en voûte et contreforts est le plus imposant au monde. Le barrage a été nommé en l'honneur du premier ministre, qui est mort sur les lieux le 26 septembre 1968, quelques heures avant la cérémonie de parachèvement du barrage.
Le projet Manic-Outardes consiste en quatre centrales, d'une puissance de 3 675 MW, sur la rivière Manicouagan et de trois centrales (1 842 MW) sur la rivière aux Outardes. La construction du complexe se terminera en 1976 sur la rivière Manicouagan avec l'installation des derniers groupes à la centrale René-Lévesque et en 1978 sur la rivière aux Outardes, lors de la mise en service de la centrale Outardes-2.
Les coûts des infrastructures de transport de l'électricité produite par ces nouveaux barrages, situés à des centaines de kilomètres des grands centres urbains, posent un problème qui divise les ingénieurs d'Hydro-Québec. L'ingénieur Jean-Jacques Archambault propose de construire des lignes à 735 kilovolts (kV), une tension beaucoup plus élevée que celles qui sont généralement utilisées à cette époque. Archambault persiste et convainc ses collègues. Son projet inédit monopolise les efforts d'Hydro-Québec et de quelques-uns des plus grands fournisseurs internationaux de matériel à haute tension et la première ligne du réseau à 735 kV a été mise en service le 29 novembre 1965,.
À cette époque, plusieurs considèrent qu'Hydro-Québec constitue un « État dans l'État », la société représentant à elle seule 6 % du PIB et 20 % de tous les investissements sur l'ensemble du Québec.

#### Chutes Churchill
Source : Hydro-Québec, Rapport annuel 1969, 1970 [détail de l’édition].
En faisant l'acquisition de la Shawinigan Water & Power et de certaines de ses filiales en 1963, Hydro-Québec obtient une participation de 20 % au capital d'une société qui planifie la construction d'une centrale hydroélectrique aux chutes Hamilton, au Labrador, avec la British Newfoundland Development Corporation (en) (BRINCO), un consortium de financiers britanniques dirigés par Edmund de Rothschild, de NM Rothschild & Sons. Après des années de négociations, les parties concluent une entente définitive le 12 mai 1969.
En vertu de l'entente, Hydro-Québec achète la quasi-totalité de l'électricité produite pendant 65 ans à un quart de cent le kilowattheure (kWh) — le taux exact a été fixé à 0,254 25 cent le kilowattheure jusqu'en 2016 et 0,20 cent pour les dernières 25 années du contrat. En échange, elle partage les risques d'intérêts et rachète une partie de la dette du projet pour une participation accrue à 34,2 % dans le capital de la société propriétaire de l'ouvrage, la Churchill Falls (Labrador) Corporation Limited [CF(L)Co]. La centrale de Churchill Falls, d'une puissance installée de 5 428 mégawatts, effectue ses premières livraisons à Hydro-Québec le 6 décembre 1971 et la mise en service des 11 turbines sera complétée en 1974.
À Terre-Neuve, le gouvernement change en 1972 et le libéral Joey Smallwood est remplacé par le conservateur Frank Moores. Le nouveau gouvernement est scandalisé par les prix prévus au contrat, d'autant plus que les prix de l'énergie montent en flèche durant cette période, marquée par le premier choc pétrolier. Sous la menace d'une loi d'expropriation de Brinco, le gouvernement de Terre-Neuve rachète la participation du promoteur dans CF(L)Co. en juin 1974, pour la somme de 160 millions de dollars. Ce faisant, la province récupérait la concession hydraulique du cours inférieur du fleuve Churchill.
Le nouvel actionnaire majoritaire insiste ensuite pour renégocier le contrat de vente d'électricité avec Hydro-Québec. S'amorce alors une bataille judiciaire qui se terminera à deux reprises devant la Cour suprême du Canada. La cour tranche en faveur d'Hydro-Québec les deux fois, en 1984 et en 1988,. En 2014, la Cour supérieure du Québec a débouté un autre recours intenté par CF(L)Co., qui demandait de revoir le prix de l'énergie vendue en vertu du contrat. Le jugement affirme qu'Hydro-Québec n'a aucune obligation de rouvrir le contrat puisque le bas prix payé pour l'électricité est le principal avantage obtenu par Hydro-Québec en échange des risques que l'entreprise a accepté de prendre en finançant une part importante du projet. Le gouvernement terre-neuvien a annoncé son intention de porter la cause en appel,.

#### La Baie James
Source : Hydro-Québec, Rapport annuel 1979, 1980 [détail de l’édition].

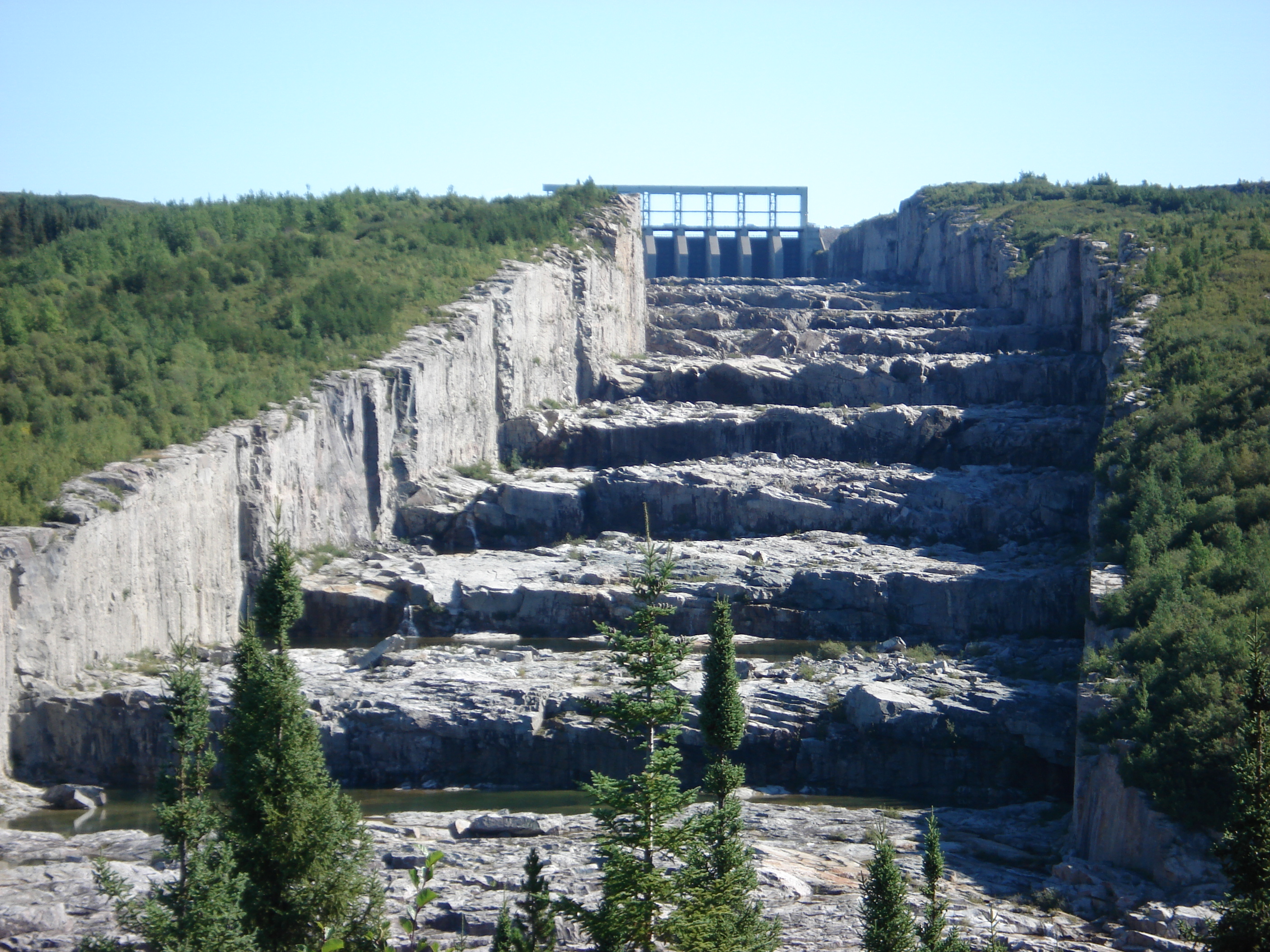
L'évacuateur de crues de la centrale Robert-Bourassa est capable d'absorber un débit deux fois supérieur à celui du fleuve Saint-Laurent. La centrale, d'une puissance installée de 5616 mégawatts, a été inaugurée en 1979. Elle est au cœur du réseau de huit centrales hydroélectriques connu sous le nom de projet de la Baie-James.

Un an après son élection en 1970, le nouveau premier ministre Robert Bourassa lance « le projet du siècle » afin de tenter de réaliser sa promesse de 100 000 nouveaux emplois. Le 30 avril 1971, il annonce, devant des membres du Parti libéral du Québec, qu'Hydro-Québec construira un complexe hydroélectrique de 10 000 mégawatts dans la Jamésie, région de la baie James. Après avoir évalué les options disponibles, le gouvernement et Hydro-Québec optent l'année suivante pour la construction de trois centrales sur la Grande Rivière : LG-2, LG-3 et LG-4.
En plus des difficultés techniques et logistiques que posent un projet de cette envergure dans une région pratiquement vierge et éloignée, le président de la Société d'énergie de la Baie James, Robert A. Boyd, doit faire face à l'opposition des 5 000 résidents cris du territoire, qui craignent les conséquences qu'aura le projet sur leur mode de vie traditionnel. En novembre 1973, les Cris obtiennent une injonction qui arrête temporairement les travaux. L'opposition des autochtones forcera le gouvernement Bourassa à négocier un compromis avec les résidents.
Le recours judiciaire du Grand Conseil des Cris force le gouvernement du Québec à négocier une solution. Le 11 novembre 1975, les parties signent la Convention de la Baie-James et du Nord québécois. La convention accorde aux Cris et aux Inuit une compensation financière, un territoire défini, la gestion des services de santé et d'éducation en échange d'une reconnaissance territoriale réciproque et de l'arrêt des poursuites.
À la pointe des travaux, entre 1977 et 1981, entre 14 000 travailleurs et 18 000 travailleurs œuvrent sur les chantiers de la baie James. Inaugurée le 27 octobre 1979, la centrale souterraine LG-2, d'une puissance initiale de 5 328 mégawatts, est la plus puissante de son genre au monde. La centrale, le barrage et le réservoir seront renommés en l'honneur de Robert Bourassa quelques jours après sa mort, en 1996. La construction de la première phase du projet est complétée par la mise en service de LG-3 en juin 1982 et de LG-4 en mai 1984. Une seconde phase du projet, comprenant l'aménagement de cinq centrales supplémentaires — les centrales LG-1 (1 436 mégawatts), LG-2A (2 106 mégawatts), Laforge-1 (878 mégawatts), Laforge-2 (319 mégawatts) et Brisay (469 mégawatts) —, sera réalisée entre 1987 et 1996.

### Les années 1980 et 1990

#### Traversée sous-fluviale

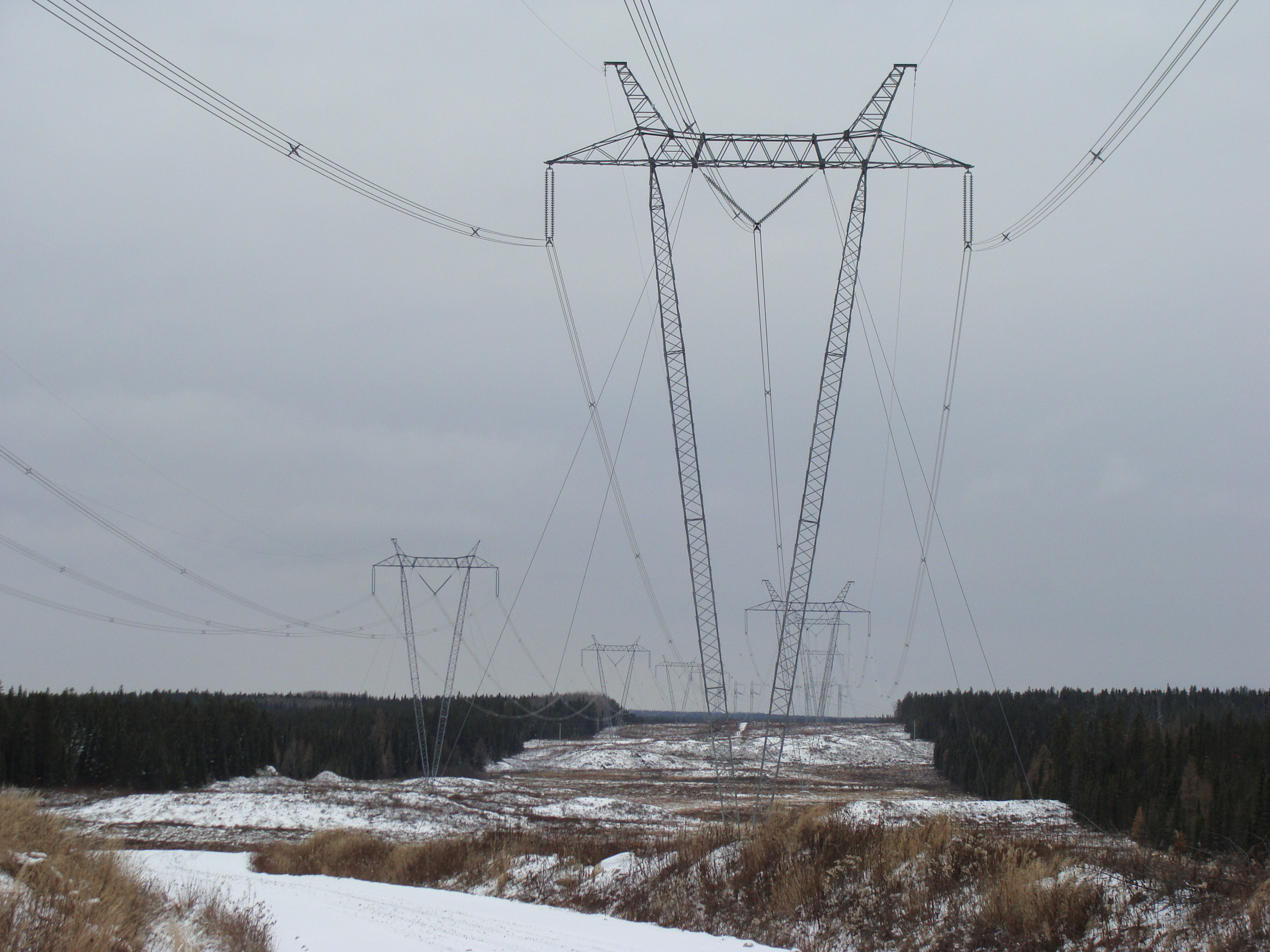
Un pylône haubané en V, caractéristique des lignes à 735 kV du réseau de la Baie James.

Après deux décennies de croissance soutenue, les années 1980 et 1990 seront difficiles pour Hydro-Québec, qui doit faire face à plusieurs controverses environnementales et à une certaine méfiance du public, en raison des controverses et des hausses de tarifs. Les répercussions du deuxième choc pétrolier et la sévère récession qui a suivi forcent aussi l'entreprise à modifier ses stratégies de développement pour recentrer ses priorités vers les besoins des consommateurs. Ainsi, un nouveau projet d'aménagement hydroélectrique et la construction d'une ligne à haute tension destinée à l'exportation vers la Nouvelle-Angleterre se heurtent à l'opposition de groupes autochtones et environnementaux canadiens et américains, alors que les éléments provoquent deux pannes générales en moins d'un an.
Afin d'exporter l'électricité de la Baie-James vers la Nouvelle-Angleterre, Hydro-Québec se propose de construire une ligne de transport d'électricité à courant continu de 450 kV, le Réseau multiterminal à courant continu. La ligne, d'une capacité de 2 000 mégawatts et longue de 1 480 km, doit relier les centrales de la Baie-James, à la région de Boston au Massachusetts. La construction de la ligne se déroule généralement sans incident, sauf à l'endroit où les câbles à haute tension doivent traverser le fleuve Saint-Laurent, entre Grondines et Lotbinière.

En raison de l'opposition organisée des citoyens des deux rives, dont la tisserande réputée Micheline Beauchemin, Hydro-Québec doit construire un tunnel de 4 km sous le fleuve, au coût de 144 millions de dollars. Cette ligne sous-fluviale a nécessité deux ans et demi de travail. Elle a été mise en service le 1er novembre 1992,.

#### Grande-Baleine
Source : Hydro-Québec, Rapport annuel 1989, 1990 [détail de l’édition].

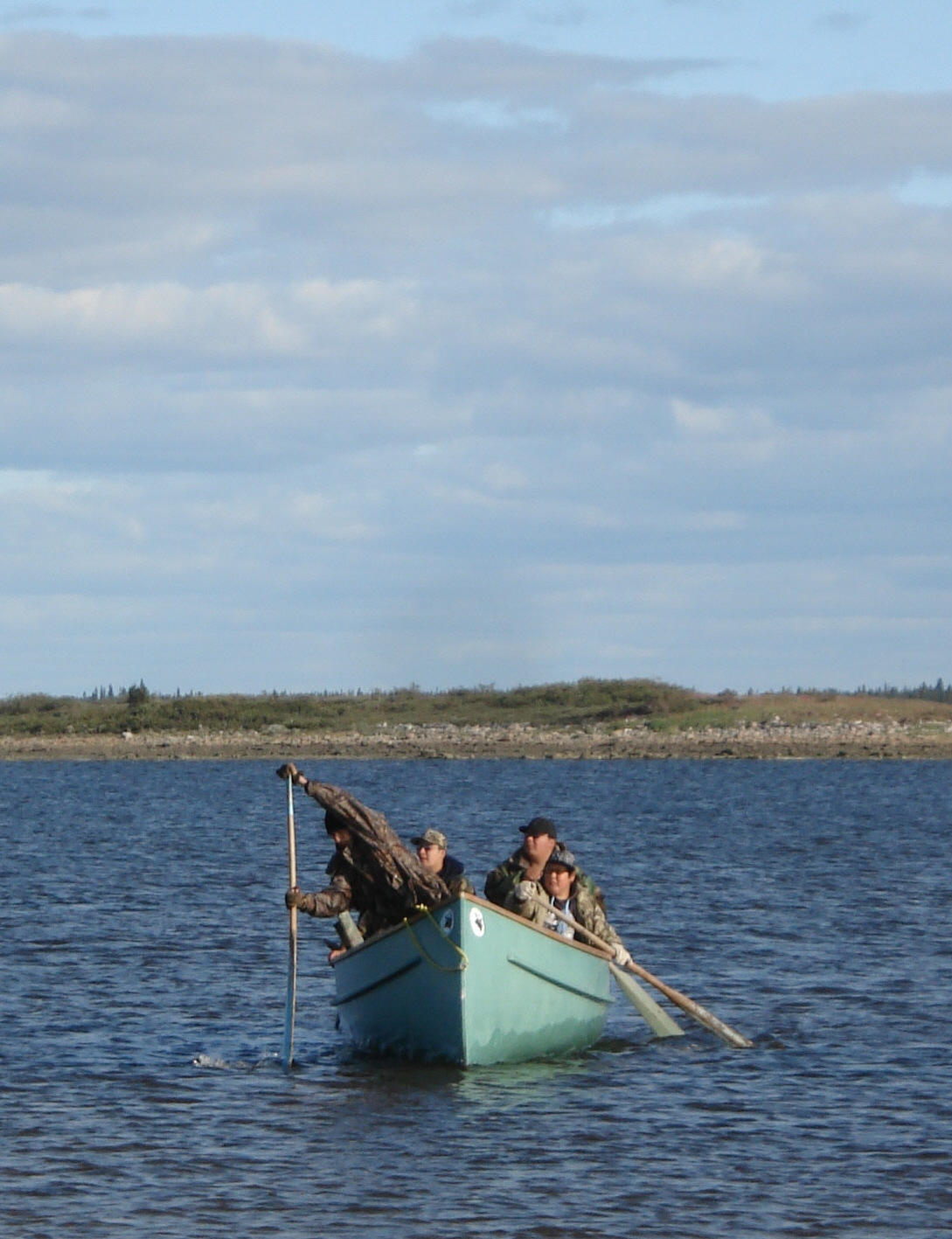
Les Cris du Nord du Québec se sont farouchement opposés au projet Grande-Baleine.

Hydro-Québec et gouvernement Bourassa auront toutefois beaucoup plus de difficultés dans le Nord du Québec. Annoncé en 1986, le projet Grande-Baleine prévoit la construction de trois centrales hydroélectriques sur la Grande rivière de la Baleine. Ce projet de 12,6 milliards de dollars aurait eu une puissance installée de 3 160 mégawatts et devait produire 16,3 térawattheures d’énergie annuellement à sa mise en service, en 1998-1999.
Le projet suscite immédiatement la controverse. Comme en 1973, les Cris du Nord du Québec s'opposent au projet. Ils intentent des recours judiciaires contre Hydro-Québec, au Québec, au Canada et dans plusieurs États américains, afin d'arrêter la construction ou de stopper les exportations d'électricité québécoise vers les États-Unis,. Les Cris obtiennent du gouvernement fédéral qu'il mène des processus d'évaluation environnementaux distincts, afin d'étudier la construction du complexe. Les dirigeants cris s'allient aussi à des groupes écologistes américains et lancent une campagne de relations publiques attaquant le projet Grande-Baleine, Hydro-Québec et le Québec en général. La campagne menée tambour battant aux États-Unis et en Europe quelques mois après l'échec de l'Accord du lac Meech et la crise d'Oka, exaspère les groupes écologistes québécois qui se sont dissociés de la campagne des cris,.
La campagne connaît cependant du succès dans l'État de New York et force la New York Power Authority à annuler un contrat de 5 milliards de dollars américains, signé avec Hydro-Québec en 1990. Deux mois après son élection, en 1994, le nouveau premier ministre Jacques Parizeau annonce la suspension du projet de Grande-Baleine, affirmant qu'il n'était pas nécessaire pour répondre aux besoins énergétiques du Québec.

#### La nature s'acharne

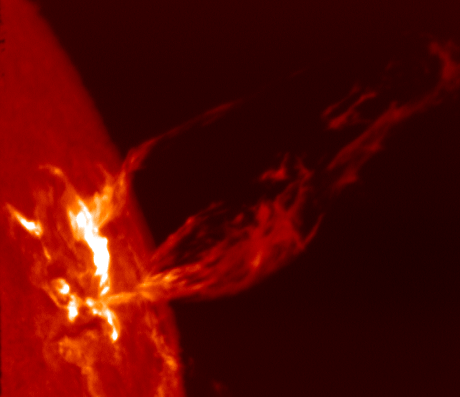
Une éruption solaire est à l'origine d'une panne générale, le 13 mars 1989.

Hydro-Québec doit aussi lutter sur un autre front. La nature s'acharne contre le réseau de transport de la société, qui subit trois grandes pannes en dix ans. Ces incidents mettent en relief le talon d'Achille du réseau électrique québécois : les grandes distances séparant ses installations de production des principaux centres de consommation.
Le 18 avril 1988 à 2 h 5, tout le Québec, une partie de la Nouvelle-Angleterre et du Nouveau-Brunswick, sont plongés dans le noir en raison d'un bris d'équipement dans un poste de transport sur la Côte-Nord, point de passage obligé de l'électricité qui transite des chutes Churchill, et Manicouagan. La panne, qui a duré jusqu'à huit heures par endroits, a été causée par une accumulation de glace sur les équipements du poste Arnaud.
Moins d'un an plus tard, le 13 mars 1989 à 2 h 44, une importante éruption solaire entraîne de brusques variations du champ magnétique terrestre, induisant des courants erratiques dans certaines lignes de transport d'électricité qui sont alors déconnectées par leurs mécanismes de protection; la production du complexe de la Baie-James est ainsi interrompue, ce qui déclenche une panne d'électricité générale qui dure plus de neuf heures. Cette panne a forcé Hydro-Québec à prendre des mesures pour réduire les risques que posent les éruptions solaires.

#### Crise du verglas
Source : Hydro-Québec, Rapport annuel 1999, 2000 [détail de l’édition].

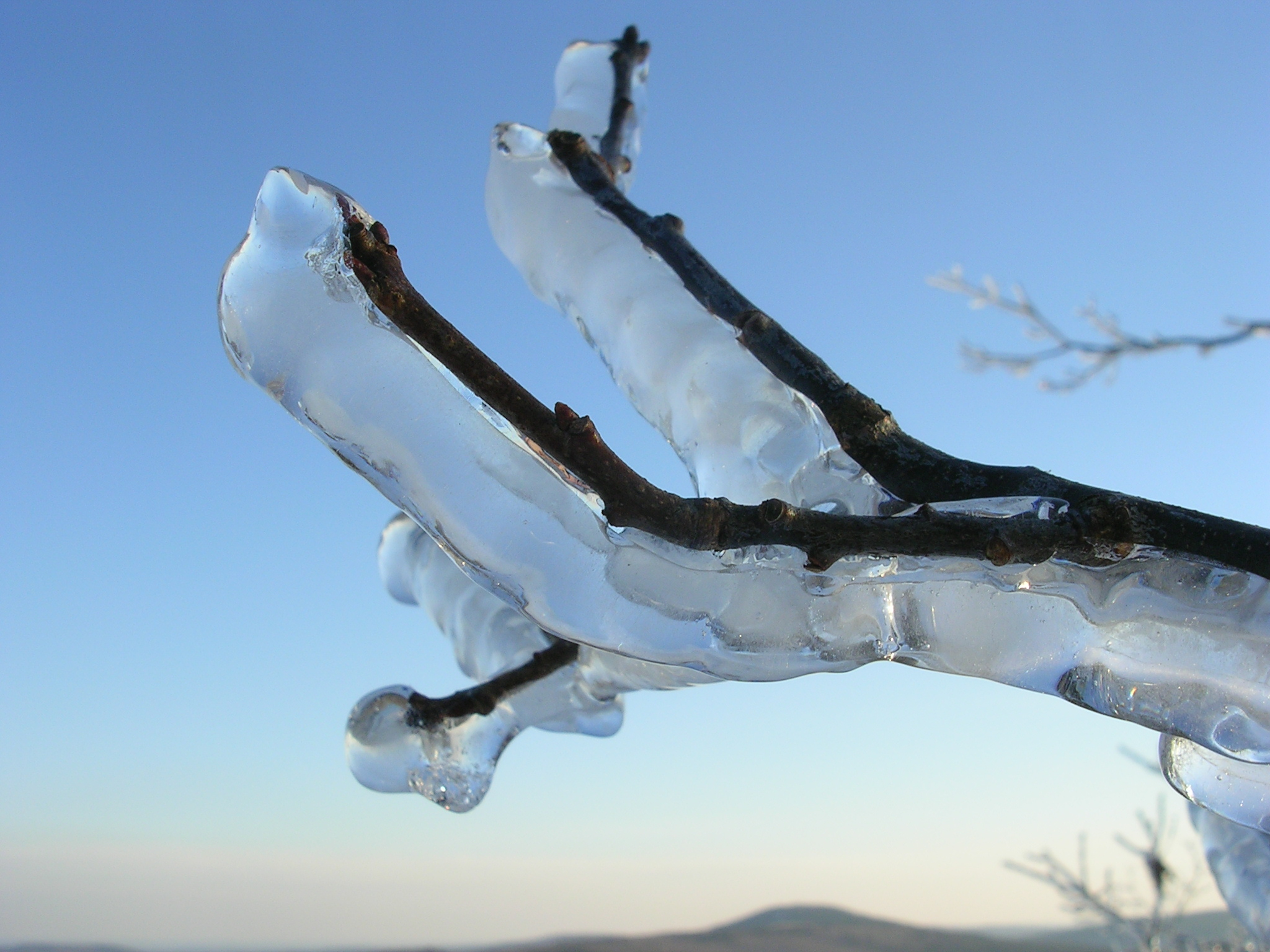
Le verglas massif de janvier 1998 a affecté plus de 1.4 million d'abonnés d'Hydro-Québec. Certains clients de la Montérégie ont été privés d'électricité pendant cinq semaines.

En janvier 1998, cinq jours consécutifs de pluie verglaçante dans le sud du Québec provoquent la plus grave panne de courant de l'histoire d'Hydro-Québec. Le poids de la glace accumulé sur les lignes de transport et de distribution cause l'écroulement de 600 km de lignes de transport et de 3 000 km de lignes de distribution dans le sud du Québec et plonge 1,4 million d'abonnés dans le noir pour des périodes variant de quelques heures à près de quatre semaines.
Une partie de la Montérégie, surnommée le « triangle noir » par les médias et la population, est particulièrement affectée par la crise du verglas, en raison d'accumulations de glace dépassant les 100 mm. Les abonnés de l'île de Montréal et de l'Outaouais souffrent aussi de l'interruption de service qui prend une importance particulière puisque la majorité des ménages québécois se chauffent à l'électricité. Immédiatement, Hydro-Québec mobilise plus de 10 000 travailleurs pour rebâtir le réseau. Au plus fort de la crise, le 9 janvier 1998, l'île de Montréal n'est plus alimentée que par une seule ligne à haute tension. Le gouvernement prend la décision de couper temporairement l'électricité au centre-ville de Montréal afin de maintenir l'approvisionnement en eau potable de la métropole.
Le service sera finalement rétabli pour l'ensemble des clients le 7 février 1998, ce qui inspirera cette comparaison au rédacteur en chef du magazine L'Actualité, Jean Paré, dans son éditorial du 1er mars 1998 : « Tout un pays gelé par la grande Zamboni céleste, paralysé comme un ordinateur bogué, des millions de gens transformés pendant plus de deux semaines en spectateurs obligés. »
La tempête a entraîné des coûts directs de 725 millions de dollars pour Hydro-Québec au cours de l'année 1998 et plus d'un milliard de dollars ont été investis au cours des 10 années suivantes afin de renforcer le réseau contre des événements similaires. Toutefois, une partie des travaux de l'opération de « bouclage » du réseau à 735 kV dans la région métropolitaine de Montréal, autorisée sans évaluation environnementale préalable pendant la crise, s'est rapidement heurtée à l'opposition des citoyens du Val-Saint-François, en Estrie, qui obtiennent l'annulation des décrets autorisant la construction. Après l'adoption d'une loi et la tenue d'audiences publiques sur le projet, la construction de la ligne Hertel-Des Cantons sera finalement autorisée en juillet 2002 et mise en service l'année suivante.

### Les années 2000 et 2010
À la fin des années 1990, Hydro-Québec se porte bien sur le plan financier. Le rôle plus actif qu'elle joue dans les marchés de l'électricité de la Nouvelle-Angleterre et de l'état de New York permet à Hydro-Québec de franchir le cap du nouveau millénaire avec son premier bénéfice annuel d'un milliard $ en 2000. La même année, l'Assemblée nationale ratifie la séparation fonctionnelle entre les activités de production, de transport et de distribution de l'électricité et établit un système d'appel d'offres pour les approvisionnements supplémentaires qui seront éventuellement requis, auquel Hydro-Québec Production pourra être mise en concurrence avec des producteurs privés.
Entre-temps, une succession d'années plus sèches qu'à la normale dans les bassins versants du nord du Québec suscite l'appréhension, d'autant plus qu'aucune nouvelle centrale n'a été mise en service depuis l'ouverture de Laforge-2 en 1996. Prévue pour une mise en service au cours de l'année 2001, la centrale SM-3 sur la Côte-Nord connaît des retards en raison de problèmes avec ses deux groupes turbine-alternateurs. Le déficit d'hydraulicité atteint 23 TWh en 2003, ce qui oblige Hydro-Québec à utiliser la centrale thermique de Tracy pendant 11 mois sur 12 pour une production thermique de 1,75 TWh cette année-là.
En septembre 2001, Hydro-Québec annonce qu'elle veut construire à Beauharnois le projet du Suroît, une centrale thermique au gaz naturel à cycle combiné. Hydro-Québec fait valoir que cette nouvelle centrale est essentielle à la sécurité des approvisionnements québécois en raison des aléas de l'hydraulicité de ses réservoirs, qu'elle est rentable et qu'elle peut être construite en deux ans. Cependant, le projet arrive au moment où s'engage le débat sur la ratification par le Canada du protocole de Kyōto. Avec des émissions prévues de 2,25 millions de tonnes de dioxyde de carbone par année, la centrale du Suroît aurait augmenté les émissions totales du Québec de près de 3 %. En juin 2004, la Régie de l'énergie publie un avis dans lequel elle ne croit pas que ce projet est «indispensable à la sécurité des approvisionnements», mais néanmoins «souhaitable» et «dans l’intérêt du public». Face à l'impopularité du projet — un sondage mené en janvier 2004 indique que 67 % des personnes interrogées s'y opposent —, le gouvernement de Jean Charest abandonne le Suroît en novembre 2004.

#### Parachèvement du parc hydroélectrique
Hydro-Québec profite des deux premières décennies du XXIe siècle pour parachever l'aménagement des ressources hydroélectriques du territoire. Entre 2003 et 2017, Hydro-Québec aura mis en service 13 nouvelles centrales hydroélectriques d'une puissance installée totale de 4 919 MW. Cette nouvelle phase d'expansion de l'entreprise prend véritablement son envol avec un changement de cap significatif dans la relation entre le autorités publiques québécoises et la nation Crie de la Baie-James.
Le 7 février 2002, le premier ministre du Québec, Bernard Landry, et le chef du Grand Conseil des Cris, Ted Moses, signent à Waskaganish une entente «de nation à nation» qui permet la construction de nouveaux aménagements hydroélectriques dans le Nord-ouest québécois. La « Paix des Braves » précise les dispositions de la Convention de la Baie-James et du Nord québécois et accorde une plus grande autonomie aux autorités cries dans l'administration du territoire, prévoit le versement d'une compensation de 4,5 milliards de dollars sur 50 ans à la nation crie, des régimes particuliers en matière de gestion de la faune et de la forêt, en plus de garantir que les entreprises et travailleurs cris pourront obtenir une partie des retombées économiques des projets à venir.

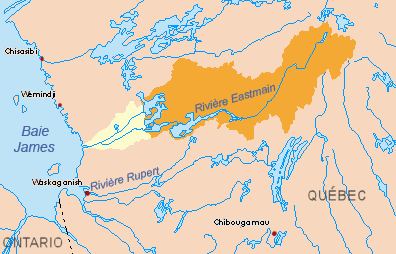
La dérivation de la rivière Rupert détourne une partie du débit des eaux (en orange sur la carte) vers le réservoir Robert-Bourassa.

Le règlement global du contentieux entre la Nation crie et le Québec entraîne la signature des conventions Nadoshtin et Boumhounan par Hydro-Québec et sa filiale Société d'énergie de la Baie-James. L'accord des Cris permet le début rapide d'une troisième phase de travaux dans le cadre du projet de la Baie-James. Le chantier de la centrale Eastmain-1 — autorisée par le gouvernement dès mars 1993 — débute dès le printemps 2002 avec l'aménagement d'une route de 80 km reliant le chantier au poste de la Nemiscau. En plus de la centrale, construite sur la rive gauche de la rivière, le projet a nécessité l'érection d'un barrage de 890 m de longueur sur 70 m de hauteur, de 33 digues et d'un évacuateur de crues. Les trois groupes turbines-alternateurs de centrale Eastmain-1 ont été mis en service au printemps 2007. La centrale de 480 mégawatts produit annuellement 2,7 térawattheures. Cette mise en service a été immédiatement suivie de la construction de la centrale Eastmain-1-A (768 mégawatts), située immédiatement à côté de l'autre, la dérivation partielle de la rivière Rupert vers le réservoir Robert-Bourassa, et la centrale de la Sarcelle (150 mégawatts). Ce projet, dont les mises en service se sont étalées entre 2011 et 2013, a mobilisé 3 700 travailleurs et réalisé pour un coût total de 4,7 milliards de dollars, soit moins que le budget prévu de 5,0 milliards.
Durant la même période, Hydro-Québec poursuit la construction d'autres projets de plus petite envergure aux quatre coins du Québec: Rocher-de-Grand-Mère en 2004 (230 mégawatts), Toulnustouc en 2005 (526 mégawatts) ; Péribonka (385 mégawatts) et Mercier en 2008 (50,5 mégawatts) ; Rapides-des-Cœurs (76 mégawatts) et Chute-Allard (62 mégawatts) en 2009.

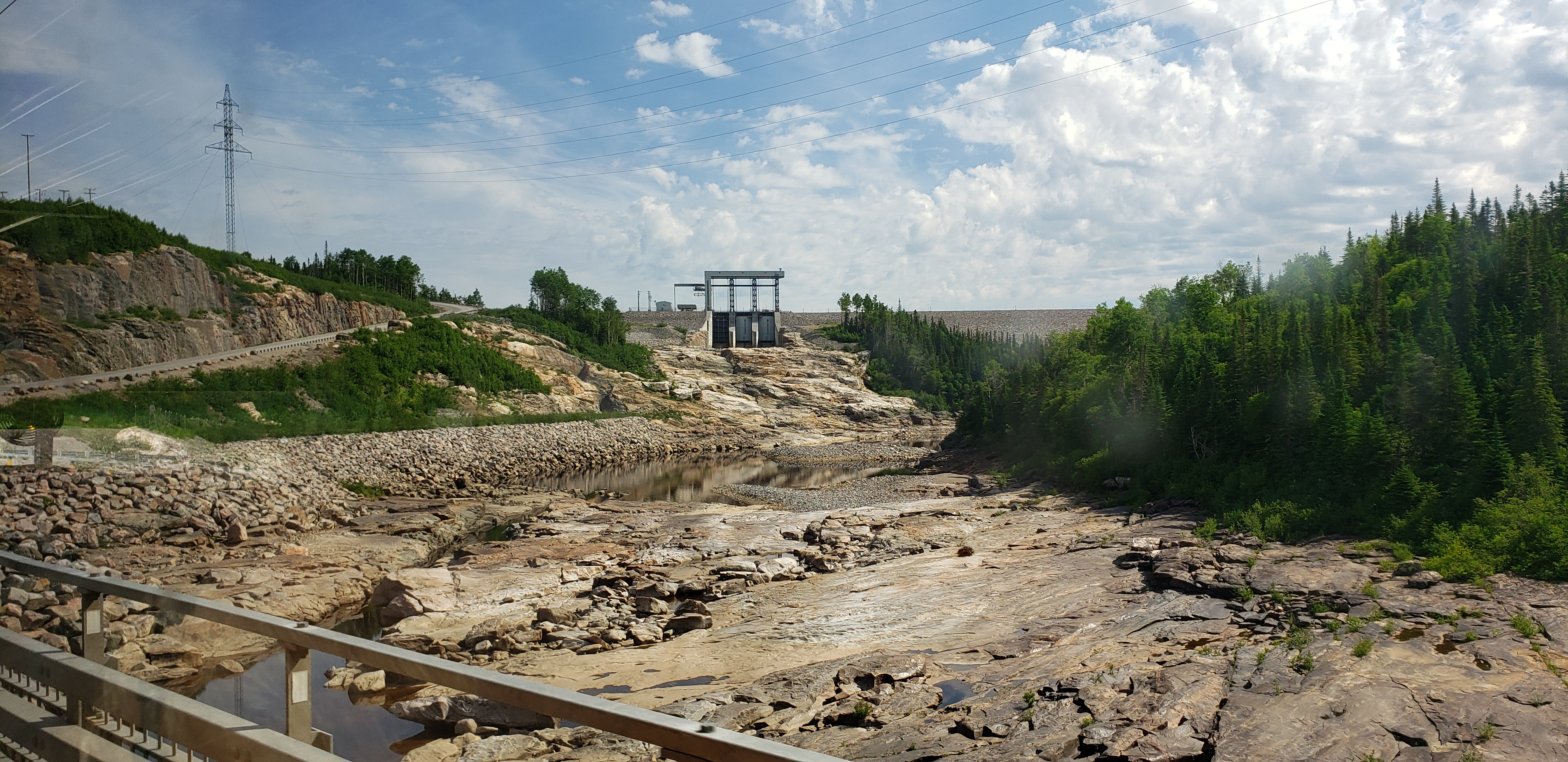
L'évacuateur de crue et le barrage de la Romaine-1. Cet aménagement, mis en service en 2015, dispose d'une puissance installée de 270 MW.

En 2009, la société d'État entreprend le harnachement de la rivière Romaine, qui coule sur la Côte-Nord, des confins du Labrador vers le golfe du Saint-Laurent à la hauteur de Havre-Saint-Pierre. Le Projet de la Romaine, dont la construction doit durer jusqu'en 2021 au coût de 6,5 milliards $ pour les centrales et de 1,3 milliard $ pour leur raccordement au réseau de transport à haute tension, comprend quatre centrales à réservoir d'une capacité totale de 1 550 mégawatts qui fourniront annuellement 8 térawattheures d'énergie électrique. Les trois premières centrales du complexe, Romaine-2 (2014 – 640 mégawatts), Romaine-1 (2015 – 270 mégawatts), Romaine-3 (2015 – 395 mégawatts) ont été mises en service dans les délais et aux coûts prévus initialement.
Toutefois, le chantier du dernier ouvrage, Romaine-4 (mise en service prévue en 2022 – 245 mégawatts), donne du fil à retordre aux 800 travailleurs mobilisés sur le chantier, en raison de la nature instable du roc,. Après la mort, en 2017, d'un quatrième ouvrier depuis le début du chantier, Hydro-Québec annonce une nouvelle politique de santé-sécurité, qui connaît quelques ratés au cours de sa mise en œuvre. La construction de la dernière centrale du complexe est également ralentie par la pandémie de Covid-19, qui impose la mise en œuvre de mesures de prévention qui peuvent aller jusqu'à l'arrêt des travaux pour plusieurs semaines en cas d'éclosion sur le chantier,.

#### Plafonnement de la demande et surplus
Source : Hydro-Québec, Rapport annuel 2009, 2010 [détail de l’édition].
Parallèlement aux chantiers de la société d'État, le gouvernement Charest multiplie les décrets ordonnant à Hydro-Québec Distribution d'acheter d'importants volumes d'énergie renouvelable pour approvisionner le marché québécois dans le cadre de sa stratégie énergétique 2006-2015. Après un appel d'offres éolien de 1 000 MW en 2003, Hydro-Québec procède à des appels d'offres en 2005 (éolien – 2 000 MW) et en 2009 et 2011 (biomasse – 1 000 MW). En 2013, le gouvernement Marois autorise un autre appel d'offres pour des projets éoliens en milieu autochtone. En tout et partout, le Vérificateur général du Québec a recensé 69 contrats d'approvisionnement de long terme.
Toutefois, la croissance des ventes enregistrée sans interruption depuis décennies subit les contrecoups de la crise financière de 2007-2008. Vers la fin de juillet 2009, Hydro-Québec indique à la Régie de l'énergie qu'elle devra désormais gérer des surplus d'énergie d'une valeur marchande estimée à un milliard de dollars en 2010. Ces surplus sont imputés à la baisse des ventes aux industriels des secteurs des pâtes et papiers et de l'aluminium, mais aussi aux appels d'offres d'énergie renouvelable décrétés par le gouvernement. La société d'État négocie une entente avec TransCanada Energy afin de suspendre la production de la centrale au gaz naturel de 507 mégawatts à Bécancour, permettant de réduire les surplus de 4,3 térawattheures par année. Le coût de l'entente de suspension  a été estimé par le Vérificateur général à 134 millions $ annuellement pour les années 2009 à 2013 et de 120 millions $ de 2014 à 2016.
L'entreprise envisage également la possibilité d'étendre ses activités hors des frontières du Québec. Le 29 octobre 2009, les premiers ministres du Nouveau-Brunswick, Shawn Graham, et du Québec, Jean Charest, signent un protocole d'entente prévoyant la vente de la plupart des actifs d'Énergie NB à une filiale d'Hydro-Québec contre la somme de 4,75 milliards de dollars. L'entente prévoyait en outre une réduction moyenne de 30 % des tarifs industriels ainsi qu'un gel des tarifs de cinq ans pour les clients résidentiels et commerciaux du Nouveau-Brunswick. La transaction proposée est accueillie avec enthousiasme par les éditorialistes et les milieux d'affaires, mais rejetée massivement par la population du Nouveau-Brunswick. Elle est finalement abandonnée six mois plus tard. Hydro-Québec évoque des problèmes découverts lors d'une « vérification diligente » des actifs. Cette interprétation est toutefois contestée par les analystes, qui pointent du doigt les problèmes politiques du gouvernement néo-brunswickois,,.
La présence d'importants surplus et la nécessité de trouver des débouchés incitent Hydro-Québec à renforcer ses attributs environnementaux. L'entreprise annonce la fermeture définitive et le démantèlement de la centrale de Tracy (660 mégawatts), qui cesse ses opérations en 2011, ainsi que deux de ses trois centrales thermiques d'urgence, La Citière (308 mégawatts) et Cadillac (162 mégawatts) en 2012 et 2014. La réfection de l'unique réacteur de la centrale nucléaire de Gentilly-2 (675 mégawatts) est annulée en 2012, après avoir été annoncée quatre ans plus tôt. La fermeture de ces quatre centrales et la perte de 1 805 mégawatts de puissance sont compensées par la mise en service des projets hydroélectriques et éoliens en construction.
Thierry Vandal quitte la direction de l'entreprise en 2015 avec un bilan mitigé. Reconnu pour ses qualités de gestionnaire, il a solidifié la performance financière de l'entreprise, en faisant passer le dividende annuel versé par Hydro-Québec au gouvernement de 1,35 milliard à 2,535 milliards. On reproche toutefois à l'entreprise de manquer de vision en matière d'efficacité énergétique et une perception de manque de transparence, générant la méfiance d'une partie de la population.

#### Batterie du Nord-Est
Source : Hydro-Québec, Rapport annuel 2019, 2020 [détail de l’édition].
Contrairement à ses deux prédécesseurs, le successeur de Thierry Vandal est recruté à l'extérieur du secteur énergétique. Recruté alors qu'il était vice-président aux avions d'affaires de Bombardier Aéronautique, Éric Martel annonce un virage en promettant une plus grande transparence et des augmentations de tarifs « raisonnables» dès le jour de sa nomination. Les engagements du nouveau PDG se reflètent dans le nouveau plan stratégique 2016-2020, qui fixe quatre nouveaux objectifs à Hydro-Québec : doubler les revenus en 15 ans, améliorer le service à la clientèle contribuer au développement économique et à la transition énergétique du Québec tout en limitant les hausses tarifaires à un niveau inférieur ou égal à l’inflation.
Martel poursuit la politique d'expansion des exportations d'électricité vers les marchés voisins, en présentant le système de production de l'entreprise comme la «batterie du nord-est». En 2016, Hydro-Québec soumet plusieurs offres dans le cadre d'un appel d'offres du Massachusetts. L'entreprise remporte ce contrat d'approvisionnement de 20 ans pour une puissance de 1 070 MW et 9,45 TWh d'énergie. Hydro-Québec est associée à deux distributeurs d'électricité américains pour construire les lignes de transport à courant continu pour acheminer l'hydroélectricité québécoise au marché de la Nouvelle-Angleterre. Le premier des deux projets, la ligne Northern Pass essuie un refus de la commission des services publics de l'état du New Hampshire et doit être abandonné en 2019. Le second projet, le New England Clean Energy Connect est d'abord approuvé par les autorités fédérales américaines et par celles de l'État du Maine et la construction de la ligne débute en février 2021. La construction de la ligne est interrompue en novembre 2021 à la suite d'un référendum.
Hydro-Québec signe également un contrat avec l'État de New York en vue d'ouvrir le 29 mai 2026 une liaison de courant continu haute tension, d'une longueur de six cents kilomètres depuis la frontière québécoise jusqu'au Queens. Cette liaison d'une puissance de 1 250 MW a pour objectif affiché de fournir environ un cinquième de la puissance électrique de la ville de New York afin de contribuer à son objectif de décarbonation. Cet objectif est de dépendre de sources non carbonées à 70 % en 2030 et 100 % en 2040. La ligne est prévue également pour fonctionner dans l'autre sens, en cas de forte demande côté nord.
À la veille du renouvellement de son mandat de 5 ans, le président d'Hydro-Québec surprend le gouvernement en acceptant de retourner chez Bombardier, à titre de nouveau PDG. Comme son prédécesseur, Éric Martel affiche un bilan mitigé à la tête de la société d'État. D'une part, il a amélioré la satisfaction de l'entreprise auprès de la clientèle, qui est passée de 82 % en 2015 à 93 % trois ans plus tard. Par contre, la diversification des revenus et les prises de participation à l'étranger ne se sont pas matérialisées.

### Les années 2020

#### Transition énergétique
Le départ d'Éric Martel et son remplacement par Sophie Brochu au plus fort de la pandémie de Covid-19, en avril 2020, marque un changement de cap et d'orientation pour l'entreprise. L'ancienne PDG du distributeur de gaz naturel Énergir pilote d'abord une importante réorganisation de l'entreprise. Cette réforme, connue sous le nom d'« une Hydro », abolit en grande partie la séparation fonctionnelle mise en place en 1997 afin de faciliter les activités de l'entreprise sur le marché américain. Selon Brochu, les divisions Production, Distribution et Transport étaient « une vue de l'esprit », et que leur abolition permettrait de mettre fin aux « royaumes », sans pour autant nuire à la présence d'Hydro-Québec aux États-Unis.
La réforme organisationnelle est suivie d'un nouveau plan stratégique en mars 2022, qui place Hydro-Québec au cœur de la décarbonation de tous les secteurs de l'économie québécoise à l'horizon 2050. Alors qu'on parlait 10 ans plus tôt d'excédents très importants, le plan projette maintenant une augmentation substantielle de la demande en raison de la substitution des combustibles fossiles par l'électricité. Les besoins additionnels découlant de la transition énergétique sont alors estimés par Hydro-Québec à 100 TWh en 2050, soit 50 % de plus que la consommation actuelle. Hydro-Québec annonce qu'elle entend acquérir 5 000 MW de production additionnelle, dont 3 000 MW en projets éoliens dont la production sera achetée à long terme à la suite d'appels d'offres publics, le reste provenant essentiellement de gains résultant de la modernisation de centrales hydroélectriques existantes. Le plan appelle également à augmenter à 8 TWh les initiatives d'efficacité énergétique et de la réduction des pointes de puissance dans tous les secteurs de consommation.
Les relations entre la PDG d'Hydro-Québec avec le ministre de l'Économie, Pierre Fitzgibbon, s'enveniment rapidement dans les jours qui suivent l'élection générale de 2022. La divergence de vue porte principalement sur le prix de l'électricité vendue aux clients industriels et la pertinence de construire de nouveaux aménagements hydroélectriques pour répondre à la demande additionnelle. Dans une entrevue donnée à Paul Arcand de la radio 98,5 FM, le 12 octobre 2022, Sophie Brochu affirme que le prix de l'électricité presque totalement décarbonée vendue par Hydro-Québec devrait être plus élevé, et que le Québec ne devrait pas devenir « le magasin à une piastre de l'électricité dans le monde ».
De son côté, le ministre Fitzgibbon profite de la situation d'instabilité provoquée par la guerre en Ukraine pour recruter des entreprises désireuses d'investir au Québec en raison des faibles coûts de l'électricité. Le ministère et Hydro-Québec reçoivent des demandes de branchement pour une puissance de 23 000 MW, soit plus de la moitié de la demande de pointe pour tout le Québec. Le gouvernement fait adopter le projet de loi 2 au début de 2023, qui oblige tous les clients qui demandent un branchement de 5 MW ou plus à obtenir une approbation du ministre. Dans le passé, seuls les projets de plus de 50 MW devaient recevoir l'assentiment préalable du gouvernement.
En janvier 2023, Sophie Brochu annonce qu'elle quittera son poste le 11 avril 2023. Tout en indiquant que sa démission n'était pas une « décision politique », Brochu confirme que le conflit avec le ministre Fitzgibbon constitue la principale cause de son départ.
Au cours de l'hiver, le bureau du premier ministre François Legault s'active discrètement pour recruter un successeur à Sophie Brochu. En mai 2023, les médias québécois annoncent l'embauche de Michael Sabia à la tête de l'entreprise. Le nouveau PDG est un dirigeant chevronné, qui a occupé quelques-uns des postes les plus convoités dans les secteurs public privé. Artisan de la mise en place de la taxe sur les produits et services pour le gouvernement Mulroney, Sabia a successivement dirigé le Canadien National, Bell Canada et la Caisse de dépôt et placement du Québec, avant un retour dans la capitale fédérale, à titre de sous-ministre du ministère des Finances du Canada,.

#### Le plan d'action 2035
Michael Sabia entre en poste au début du mois d'août 2023. En novembre, il rend public son plan d'action 2035 qui identifie deux priorités: la transition énergétique et économique et le service à la clientèle, qui s'est détériorée au cours des années précédentes. Le plan d'action reprend certains éléments du plan stratégique de Sophie Brochu, notamment en ce qui à trait à la modernisation des centrales existantes pour une capacité additionnelle de 2 000 MW, mais propose aussi la construction de centrales hydroélectriques conventionnelles ou à réserve pompée. De plus, le plan doubler l'objectif de production éolienne additionnelle, le faisant passer à 10 000 MW. Ces 1 000 à 1 500 éoliennes occuperaient une superficie égale à 15 fois celle de l'Île de Montréal, soit environ 7 500 km2. Enfin, le plan annonce une expansion majeure du réseau de transport d'électricité, incluant la construction de nouvelles lignes et de postes collecteurs pour intégrer la nouvelle production et augmenter la fiabilité.
Le plan prévoit aussi un programme massif d'amélioration de la livraison de service, qui passe entre autres par des budgets plus importants accordés aux travaux de contrôle de la végétation et à la modernisation des infrastructures de distribution d'électricité. Hydro-Québec prend l'engagement de réduire le nombre de pannes de 35 % d'ici sept à dix ans. L'engagement fait suite à un audit de performance défavorable du Vérificateur général du Québec ainsi qu'à plusieurs pannes majeures, affectant des centaines de milliers de clients à la fois en 2022, et 2023,.
Le remplacement de Sophie Brochu par Michael Sabia ne rapprochera toutefois pas les visions d'Hydro-Québec et du gouvernement. En septembre 2024, à la veille du débat en commission parlementaire sur un nouveau projet de loi sur l'énergie, le ministre Fitzgibbon démissionne subitement. Invité à présenter un mémoire à la commission de l'Agriculture, des pêcheries, de l'énergie et des ressources naturelles de l'Assemblée nationale, Sabia critique les politiques d'attribution des blocs d'électricité aux nouvelles installations industrielles, mises en place avec l'adoption du projet de loi 2 au début de 2023. Devant la nouvelle ministre responsable du dossier, Christine Fréchette, il reproche en outre au gouvernement d'avoir favorisé l'implantation de nouvelles entreprises étrangères au Québec, alors que plusieurs demandes d'entreprises québécoises désireuses de décarboner leur production n'ont pas obtenu de blocs d'énergie pour réaliser leurs projets. « Nous allons travailler dans l’avenir de façon plus étroite avec la ministre, avec le premier ministre, sur l’ensemble de ces questions », a-t-il ajouté devant les parlementaires,.

## Organisation et performance financière

### Séparation fonctionnelle

Carte présentant les centrales et le réseau de transport à haute tension d'Hydro-Québec.

Comme la plupart des entreprises d’électricité intégrées en Amérique du Nord, l'organisation d'Hydro-Québec a été fortement affectée par la déréglementation des marchés de l'électricité initiée aux États-Unis dans le milieu des années 1990. La société s'est réorganisée en séparant ses fonctions de production, de transport et de la distribution électrique.
La division de transport d'électricité, TransÉnergie, a été la première à être restructurée dès 1997, en réponse à l'ordonnance 888 de la Federal Energy Regulatory Commission américaine. La restructuration a été complétée en 2000, par l'adoption du projet de loi 116, loi modifiant la Loi sur la Régie de l'énergie et d'autres dispositions législatives, qui consacrait la division fonctionnelle entre les activités de production, de transport et de distribution.
Comme plusieurs autres sociétés d'électricité canadiennes l'ont fait au cours des années 2010, Hydro-Québec a aboli en 2021 les divisions Production, TransÉnergie et Équipement et Distribution et Services partagés dans le cadre de sa réforme organisationnelle « Une Hydro », après avoir fait l'objet d'une consultation auprès des autorités réglementaires au Québec et aux États-Unis. Certains « garde-fous » ont toutefois été maintenus afin de d'éviter les abus de marché. Les divisions ont été remplacées par les groupes Stratégies et développement, Planification intégrée des besoins énergétiques, Infrastructures et système énergétique, et Exploitation et expérience client en 2022. Le départ de Sophie Brochu, qui a piloté la réorganisation, a suscité de l'inquiétude parmi les gestionnaires de l'entreprise parce que l'opération n'était pas complétée au début de 2023 et qu'ils devaient gérer une importante transition dans les différents services concernés, qui forçait la fusion de systèmes et de processus internes disparates.

### Tarif patrimonial
La séparation fonctionnelle d'Hydro-Québec en trois divisions à la fin des années 1990 et l'adoption d'un « tarif patrimonial » faisaient écho à une étude menée pour le compte du gouvernement Bouchard par la firme Merrill Lynch. L'étude, rendue publique en janvier 2000, avait pour objectif de « proposer des avenues de déréglementation de la production d'électricité », de manière compatible avec les tendances continentales, tout en respectant un « pacte social québécois », comprenant l'uniformité des tarifs sur l'ensemble du territoire, la stabilité des tarifs et le maintien « des bas tarifs d'électricité, notamment dans le secteur résidentiel ».
La nouvelle loi oblige Hydro-Québec Production (HQP) — la division qui exploite les centrales électriques — à fournir un volume maximal annuel de 165 térawattheures (TWh) d'énergie et les services accessoires, une provision pour pertes de 13,86 térawattheures, et une puissance de pointe garantie de 34 342 mégawatts — à un prix fixe de 2,79 cents le kilowattheure, le tarif patrimonial. Le décret 1277-2001 du gouvernement du Québec répartit les quantités à être livrées pour chacune des 8 760 tranches horaires que compte une année de 365 jours et qui varient de 11 420 à 34 342 mégawatts.
Hydro-Québec Distribution (HQD) doit acheter l'électricité excédentaire, soit environ 8,2 térawattheures en 2007, auprès d'autres fournisseurs en se la procurant auprès des bourses d'énergie voisines, en signant des contrats de gré à gré avec des petits producteurs, par des appels d'offres privilégiant une source d'énergie particulière, comme la cogénération au gaz naturel et à la biomasse, l'éolien ou la petite hydraulique ou par des mesures d'efficacité énergétique. Hydro-Québec Distribution a, par exemple, lancé deux appels d'offres pour acheter des blocs de 1 000 et 2 000 mégawatts d'électricité produite par des éoliennes, en 2003 et 2005. Le début des livraisons de l'énergie produite par les 23 parcs éoliens sous contrat a commencé en 2006 et s'étendra jusqu'en décembre 2015.

### Réglementation
Les divisions TransÉnergie et Distribution sont soumises à la Régie de l'énergie du Québec, un organisme de régulation économique qui établit le prix de détail de l'électricité et du gaz naturel ainsi que les tarifs de transport à haute tension selon une approche basée sur les coûts de service. La Régie dispose de pouvoirs supplémentaires ; en outre, elle approuve les budgets des distributeurs, leurs projets d'immobilisation, les conditions de service ainsi que les plans d'approvisionnement et contrats d'achat d'électricité à long terme. Elle accueille également les plaintes des clients et approuve les programmes d'efficacité énergétique et les règles de fiabilité et de sécurité du réseau électrique.
Le reste de l'entreprise, y compris la division responsable de la production, n'est pas soumise à la réglementation de la Régie de l'énergie. Elle doit cependant soumettre des études d'impact environnemental détaillées pour tous les projets de construction de nouvelles centrales électriques et pour les projets de construction d'infrastructures de transport. Ces études sont suivies d'un processus d'audiences publiques, dirigé par le Bureau d'audiences publiques sur l'environnement (BAPE). Le BAPE remet ses recommandations au gouvernement, qui émet les autorisations nécessaires.

### Rendement financier
En plus d'être un levier essentiel de la politique énergétique du gouvernement du Québec, Hydro-Québec est un investissement dont le rendement financier pour son actionnaire unique s'est considérablement amélioré depuis le milieu des années 1990. Depuis 2004, sa performance à ce chapitre se situe au niveau des meilleures entreprises privées de sa catégorie.
Au cours de l'exercice financier terminé le 31 décembre 2023, Hydro-Québec a enregistré un bénéfice net de 3 288 millions de dollars, en baisse de plus de 27 % par rapport à l'exercice précédent. L'entreprise a obtenu un rendement des capitaux propres de 12,2 % en 2023.
Les produits étaient en baisse en 2023 et se chiffrent à 16 086 millions de dollars. Les charges se sont élevées à 10 394 millions de dollars, en hausse de 678 millions de dollars sur l'année précédente.
L'entreprise gère des actifs de 92,688 milliards de dollars, dont 676,185 milliards d'actifs corporels. Sa dette à long terme s'établit à 53,7 milliards. Les emprunts et obligations d'Hydro-Québec sont garantis par le gouvernement du Québec ; les titres à long terme d'Hydro-Québec sont cotés Aa2 stable par Moody's, AA- stable par Fitch Ratings et AA- par Standard & Poor's.
En 2023, Hydro-Québec a versé un dividende de 2 466 millions de dollars à son seul actionnaire, le gouvernement du Québec. Au cours de la période 2019-2023, la somme des dividendes versés au gouvernement s'est élevée à 12 476 millions de dollars.
|                     | 2021   | 2020   | 2019   | 2018   | 2017   | 2016   | 2015   | 2014   | 2013   | 2012   |  |
| ------------------- | ------ | ------ | ------ | ------ | ------ | ------ | ------ | ------ | ------ | ------ |  |
| Chiffre d'affaires  | 14 526 | 13 594 | 14 021 | 14 370 | 13 468 | 13 339 | 13 754 | 13 638 | 12 881 | 12 136 |  |
| Résultat net        | 3 564  | 2 303  | 2 923  | 3 192  | 2 846  | 2 861  | 3 147  | 3 380  | 2 942  | 860    |  |
| Dividendes déclarés | 2 673  | 1 727  | 2 192  | 2 394  | 2 135  | 2 146  | 2 360  | 2 535  | 2 207  | 645    |  |
| Actif total         | 82 698 | 80 895 | 78 563 | 76 989 | 75 769 | 75 167 | 75 199 | 74 890 | 73 110 | 70 508 |  |
| Dette à long terme  | 49 698 | 48 413 | 45 767 | 46 335 | 45 259 | 45 909 | 45 983 | 44 744 | 44 477 | 43 524 |  |
| Capitaux propres    | 23 260 | 21 322 | 21 448 | 21 209 | 19 755 | 19 704 | 19 475 | 20 618 | 19 394 | 18 982 |  |

#### Contributions aux revenus du gouvernement
Bien qu'elle soit exemptée de payer l'impôt sur les sociétés en vertu de sa loi constitutive, Hydro-Québec verse à chaque année des montants substantiels à l'État québécois. Pour l'année 2023, l'entreprise a contribué pour plus de 4,7 milliards $ aux recettes du gouvernement. À son bénéfice net (3,3 milliards $), s'ajoutent les redevances hydrauliques (700 millions $), la taxe sur les services publics (300 millions $), des frais de garantie pour les obligations et billets émis par Hydro-Québec (300 millions $) et des contributions à différents organismes gouvernementaux (100 millions $).
Toutefois, une partie seulement des sommes versées annuellement par Hydro-Québec au gouvernement sont créditées au Fonds consolidé du revenu, qui finance les opérations courantes du gouvernement. Depuis l’assujettissement d'Hydro-Québec au régime de redevances hydrauliques en 2007, la société d'État est le plus gros contributeur au Fonds des générations, créé par le gouvernement afin de réduire le niveau de la dette publique du Québec. En plus de la redevance pour chaque kilowatt-heure produit (totalisant 770 millions $ en 2023-2024), qui est versée directement par Hydro-Québec au Fonds, le gouvernement contribue une partie du dividende qu'il reçoit de la société d'État pour faire des versements correspondant au profit supplémentaire engendré par l'indexation du prix de l'électricité patrimoniale (258 millions $ en 2018-2019 et 305 millions $ en 2019-2020) ainsi qu'un montant de 215 millions $ par année pendant 20 ans en raison de l'abandon de la réfection et de la fermeture de la centrale de Gentilly-2.

## Activités

### Parc de production
Sources d'approvisionnement énergétique d'Hydro-Québec (2022)
- Hydroélectricité (95,42 %)
- Éolien et autres renouvelables (4,13 %)
- Nucléaire (0,25 %)
- Thermique (0,20 %)

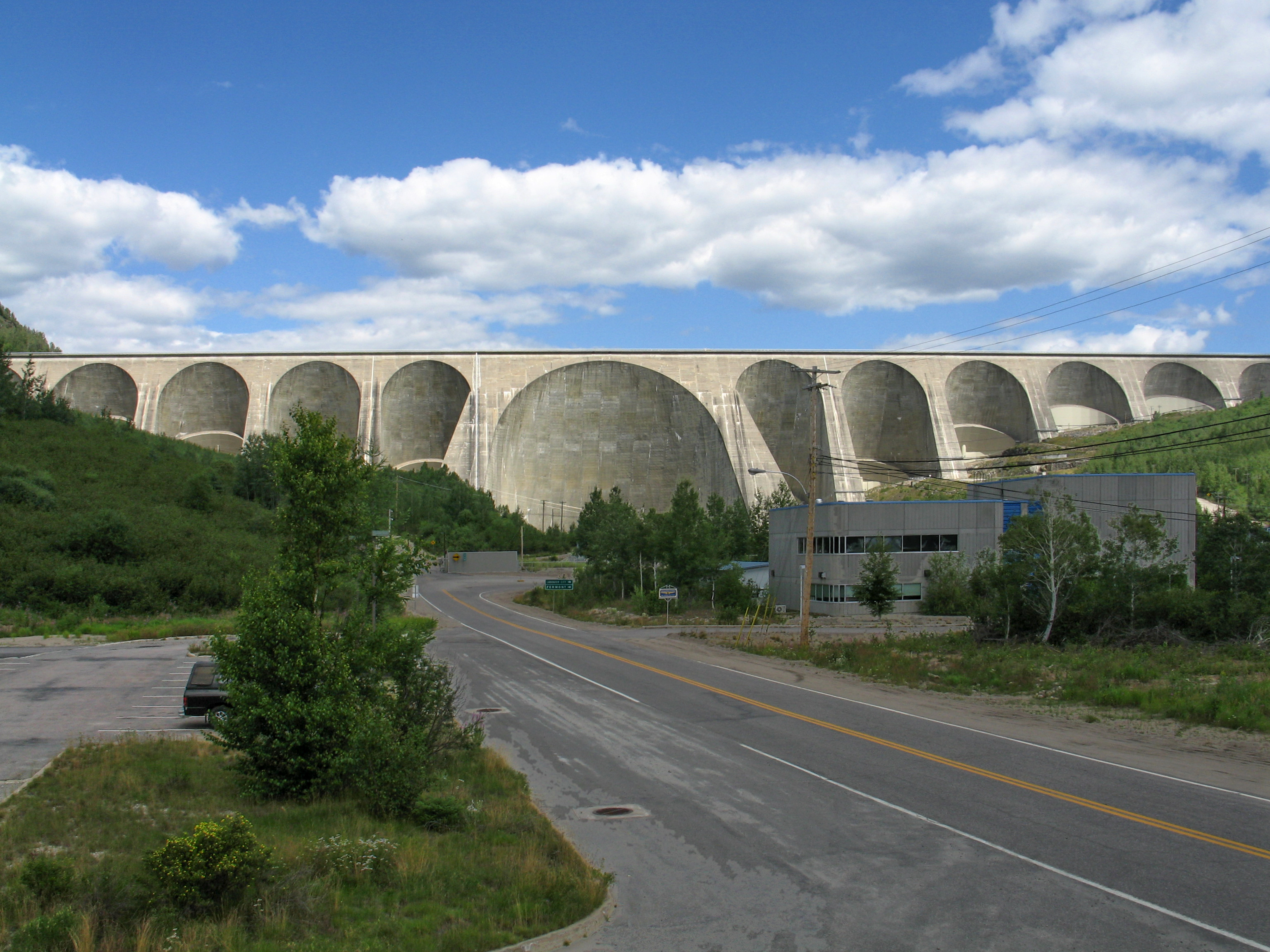
Le barrage Daniel-Johnson, sur la rivière Manicouagan.

Au 31 décembre 2020, Hydro-Québec exploitait 62 centrales hydroélectriques — dont 12 d'une puissance de plus de 1 000 mégawatts —, 681 barrages, 91 ouvrages régulateurs et 28 grands réservoirs d'une capacité équivalant au stockage de 176,8 térawattheures d'énergie. Les installations de production se concentrent dans 13 des 430 bassins versants que compte le Québec, dont le fleuve Saint-Laurent et les rivières aux Outardes, Betsiamites, des Outaouais, La Grande, Manicouagan, Romaine et Saint-Maurice. En 2020, 99 % de l'énergie produite par l'entreprise était «propre et renouvelable». Cette proportion est constante depuis la fermeture de la centrale thermique de Tracy en 2011 et de la centrale nucléaire de Gentilly-2, en 2012. L'entreprise, qui a émis 350 000 tonnes de CO2 en 2019, a pris l'engagement d'atteindre la carboneutralité « d'ici 2030 »,.
La seule centrale thermique encore en service dans le réseau principal — la turbine à gaz de Bécancour — est une centrale de pointe de 411 mégawatts qui n'est utilisée qu'en cas d'urgence. En plus de la puissance installée totale de ses usines, qui s'élève à 37 436 mégawatts en 2023, Hydro-Québec a accès à d'autres sources d'approvisionnement, comme la centrale des Chutes Churchill au Labrador (5 428 mégawatts), dont elle dispose de la quasi-totalité de la production jusqu'en 2041. Le total des sources d'approvisionnement provenant de tiers parties se chiffre à 11 011 mégawatts.
Le coût moyen de production d'Hydro-Québec est resté stable depuis quelques années. Il s'élève à 2,11 cents par kilowatt-heure en 2020.
| Centrale                      | Rivière              | Puissance (MW) |
| ----------------------------- | -------------------- | -------------- |
| Robert-Bourassa (La Grande-2) | La Grande            | 5 616          |
| La Grande-4                   | La Grande            | 2 779          |
| La Grande-3                   | La Grande            | 2 417          |
| La Grande-2-A                 | La Grande            | 2 106          |
| Beauharnois                   | Fleuve Saint-Laurent | 1 864          |
| Manic-5                       | Manicouagan          | 1 596          |
| La Grande-1                   | La Grande            | 1 436          |
| René-Lévesque (Manic-3)       | Manicouagan          | 1 326          |
| Jean-Lesage (Manic-2)         | Manicouagan          | 1 229          |
| Bersimis-1                    | Betsiamites          | 1 178          |
| Manic-5-PA                    | Manicouagan          | 1 064          |
| Outardes-3                    | aux Outardes         | 1 026          |

En 2019, les approvisionnements livrés par Hydro-Québec à ses clients au Québec et dans les marchés voisins provenaient presque exclusivement de sources renouvelables. L'hydraulique (93,34 %) domine largement, suivi par la production éolienne (5,37 %) et la valorisation de la biomasse, des biogaz et des déchets (0,88 %). L'électricité d'origine nucléaire (0.36 %) et thermique (0.05 %) occupe une part marginale des approvisionnements. Les émissions atmosphériques de dioxyde de carbone (473 tonnes par térawatt-heure) de dioxyde de soufre (1,4 tonne par térawatt-heure) et d'oxyde d'azote (7,9 tonnes par térawatt-heure) étaient largement inférieures à la moyenne de l'industrie dans le nord-est de l'Amérique du Nord. L'énergie importée est responsable de la presque totalité de ces émissions.

### Réseau de transport

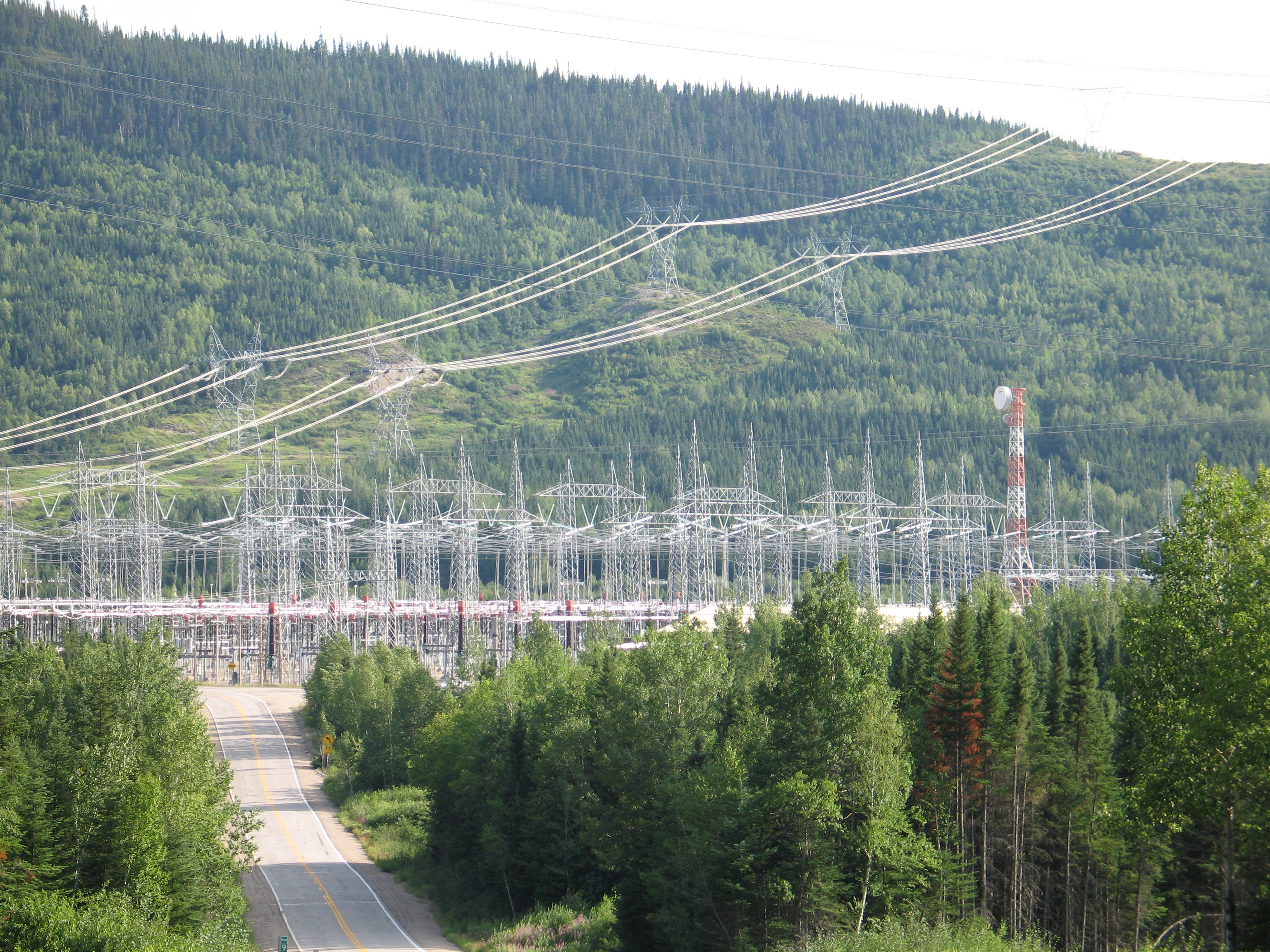
Le poste électrique de Micoua, sur la Côte-Nord, convertit le courant à 315 kV arrivant de cinq centrales en courant 735 kV. Il est aussi un des points névralgiques du réseau de lignes à 735 kV, long de 11422 km.

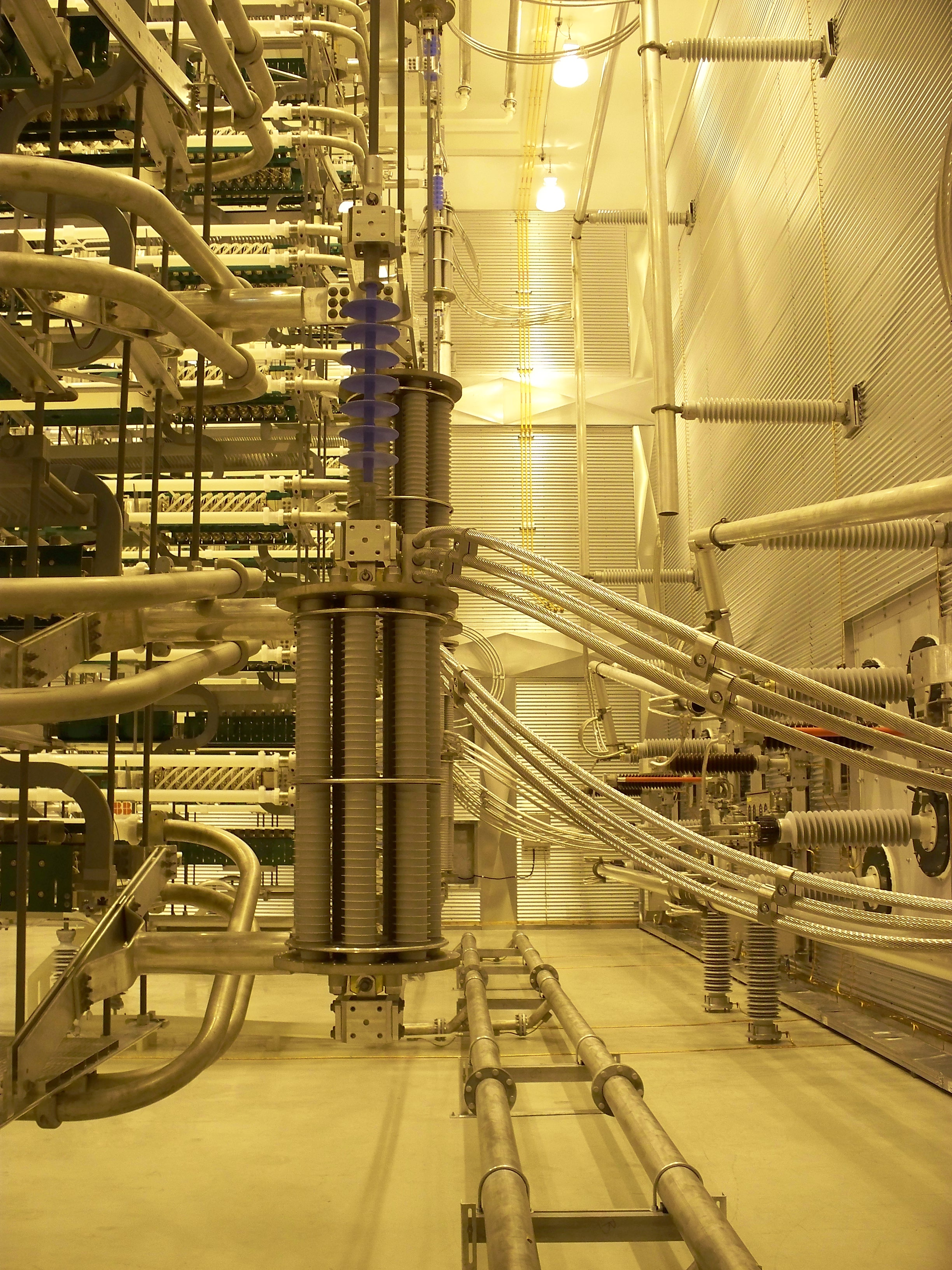
Un redresseur au poste des Outaouais, à L'Ange-Gardien. Cette interconnexion permet de synchroniser l'électricité produite au Québec au réseau d'Hydro One. Depuis 2009, ce poste HVDC dos à dos permet d'exporter ou d'importer jusqu'à 1250 mégawatts en provenance de l'Ontario.

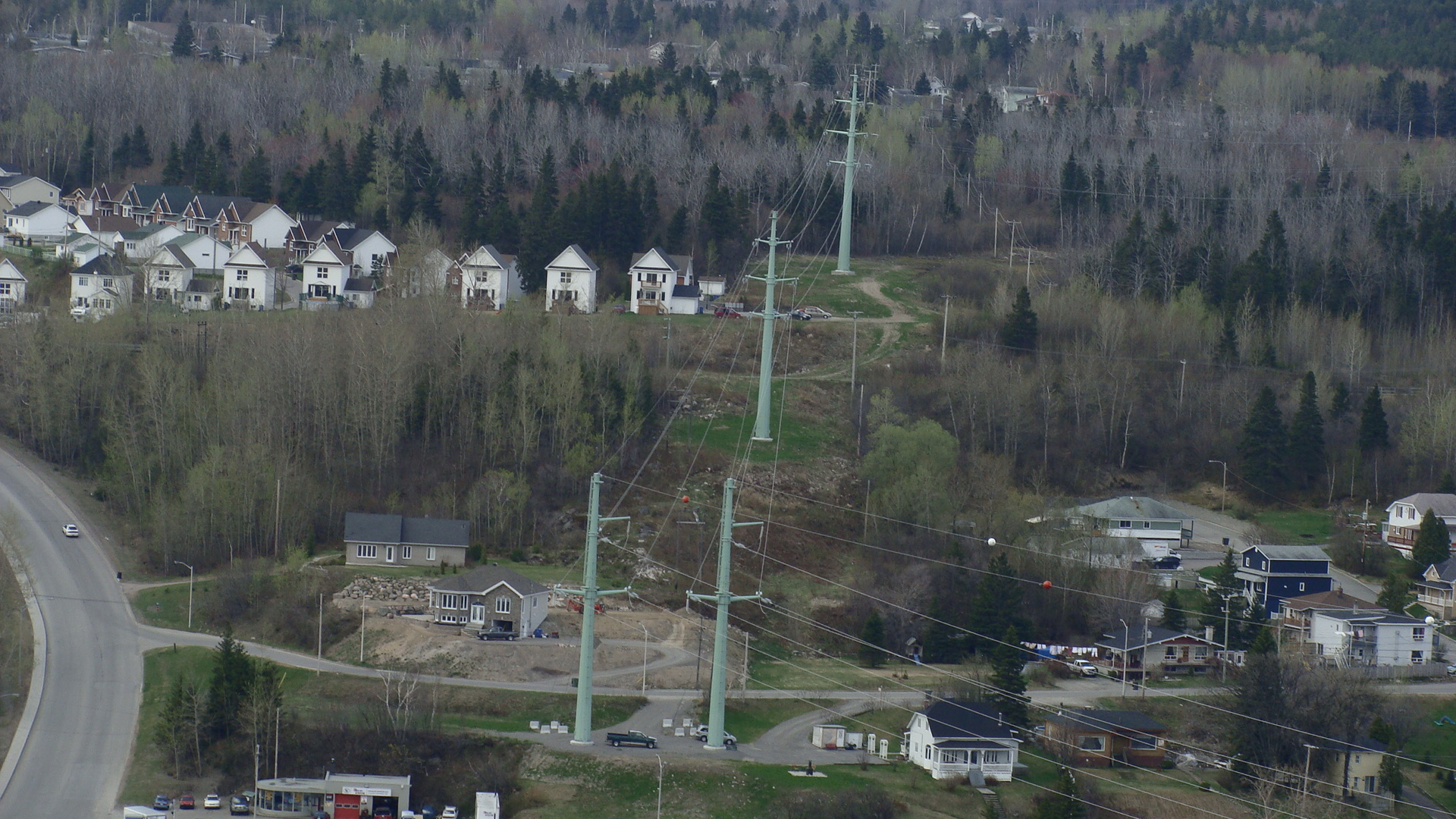
Série de pylônes tubulaires, ou « muguet », situés dans l'arrondissement Chicoutimi (près de la rivière Saguenay) de la ville de Saguenay.

Formée en 1997, Hydro-Québec TransÉnergie planifie, exploite et entretient le réseau de transport d’électricité du Québec. Son principal client est Hydro-Québec Distribution, principal distributeur d'électricité sur le territoire. qui comptait pour 84 % de ses revenus, qui s'élevaient à 3,3 milliards de dollars en 2014.
Son réseau de lignes à haute tension, d'une longueur de 34 922 km, dont 12 581 km à 765 et 735 kV, compte 536 postes de transformation. Il est relié aux réseaux voisins du Canada et des États-Unis par 17 interconnexions, d'une capacité maximale de 11 150 mégawatts en importation et de 7 994 mégawatts en exportation.
Reconnue comme un chef de file mondial en matière de construction et d'exploitation de réseaux électriques à très haute tension,,, TransÉnergie exploite le plus grand réseau de transport d'électricité en Amérique du Nord, surveille la fiabilité de l'interconnexion du Québec avec le réseau de la North American Electric Reliability Corporation (NERC) et participe aux travaux du Northeast Power Coordinating Council (NPCC). TransÉnergie gère les mouvements d'énergie sur le réseau et assure un accès non discriminatoire aux participants des marchés de gros,.
La politique d'accès non discriminatoire permet par exemple à Nalcor de vendre une partie de son bloc d'énergie de la centrale de Churchill Falls sur les marchés de l'État de New York depuis mars 2009, en utilisant les installations d'Hydro-Québec TransÉnergie, moyennant le paiement de frais de transport,.
De plus, la direction Contrôle des mouvements d'énergie (CMÉ) de TransÉnergie a reçu le mandat de coordonner la fiabilité de l'ensemble des réseaux électriques sur le territoire du Québec, en vertu d'une entente entre la Régie de l'énergie du Québec, le North American Electric Reliability Corporation et le Northeast Power Coordinating Council, organismes responsables des normes en vigueur dans le nord-est de l'Amérique du Nord.

#### Interconnexions
Le réseau de transport d'électricité de TransÉnergie fonctionne de manière asynchrone avec ses voisins de l'interconnexion de l'Est. Même si le courant alternatif utilise la même fréquence au Québec que dans le reste de l'Amérique du Nord (60 hertz), il n'est pas en phase avec le reste du continent. TransÉnergie utilise donc des convertisseurs de type dos à dos pour exporter ou importer de l'électricité.
Cette particularité du réseau québécois a permis à Hydro-Québec de maintenir le service – à l'exception de cinq centrales de l'Outaouais, qui étaient directement branchées sur le réseau ontarien – pendant la panne de courant nord-américaine du 14 août 2003 alors que 50 millions de personnes dans les réseaux voisins de l'Ontario et du nord-est des États-Unis étaient privées d'électricité.
Bien qu'asynchrone avec l'Interconnexion de l'Est, qui ceinture son terroire le long de la frontière terrestre du Québec de la baie James à la baie des Chaleurs, le réseau québécois est relié par 17 interconnexions avec les réseaux voisins de l'Ontario, de New York, de la Nouvelle-Angleterre et du Nouveau-Brunswick. Certains des liens avec l'Ontario consistent à synchroniser des groupes turbine-alternateur de quelques centrales situées le long du cours de la rivière des Outaouais entre les réseaux du Québec et celui de l'Ontario.
Depuis sa mise en service centrale de Beauharnois peuvent être synchronisés au réseau ontarien et de recevoir de l'électricité en provenance de la centrale Saunders d'Ontario Power Generation.
Depuis 2009, une interconnexion supplémentaire, dotée de convertisseurs à courant continu de type dos à dos de 1 250 mégawatts, relie le réseau de TransÉnergie à celui d'Hydro One au poste des Outaouais, à L'Ange-Gardien, à proximité de la frontière et une nouvelle ligne de transport à 315 kV, construite dans le cadre du projet, ont requis des investissements de 700 millions de dollars.
Cinq interconnexions relient le Québec aux réseaux voisins du nord-est des États-Unis. La plus ancienne d'entre elles est la ligne de la Société de transmission électrique de Cedrars Rapids, une filiale en propriété exclusive d'Hydro-Québec depuis 1985. Cette ligne biterne à 120 kV est longue de 72 km, dont la majorité est située en Ontario (42,2 km). Elle a été construite pour acheminer l'électricité produite à la centrale des Cèdres vers une aluminerie d'Alcoa à Massena dans l'état de New York. La ligne permet aussi d'assurer l'alimentation électrique de la ville de Cornwall (Ontario).
Une ligne à 765 kV relie le poste de Massena au poste de Châteauguay. La capacité de disponible au poste américain varie de 1 500  à   1 800 MW. En réception, la ligne permet de recevoir jusqu'à 1 000 MW en provenance des États-Unis.
L'interconnexion avec le Nouveau-Brunswick comprend deux convertisseurs à thyristors et la possibilité de synchroniser deux lignes de transport radiales dans le nord du Nouveau-Brunswick au réseau québécois.
L'entreprise collabore à différents projets d'interconnexion avec les réseaux voisins. En Nouvelle-Angleterre, une seconde liaison à courant continu d'une capacité de 1 200 mégawatts entre le poste des Appalaches, près de Thetford Mines, et Lewiston, au Maine est en voie de réalisation. La construction du tronçon américain de cette ligne, connu sous le nom de New England Clean Energy Connect, a débuté en février 2021. La portion américaine du projet a un coût estimé de 1 milliard de dollars américains. Hydro-Québec envisage également la modernisation de l'interconnexion avec l'état de New York au poste de Châteauguay ainsi qu'une nouvelle ligne à haute tension à courant continu qui acheminerait l'électricité québécoise à la ville de New York, par la future ligne Champlain Hudson Power Express.

#### Réseau
Le réseau de transport de TransÉnergie se caractérise aussi par les longues distances qui séparent les centres de production des marchés de consommation. Par exemple, le poste Radisson achemine la production des centrales de la Baie-James vers Nicolet et la région de Montréal, à plus de 1 000 km au sud.
En 2020, TransÉnergie a investi la somme de 1 423 millions de dollars dans des projets d'immobilisations, dont 1 154 millions au titre du maintien des actifs.

### Distribution

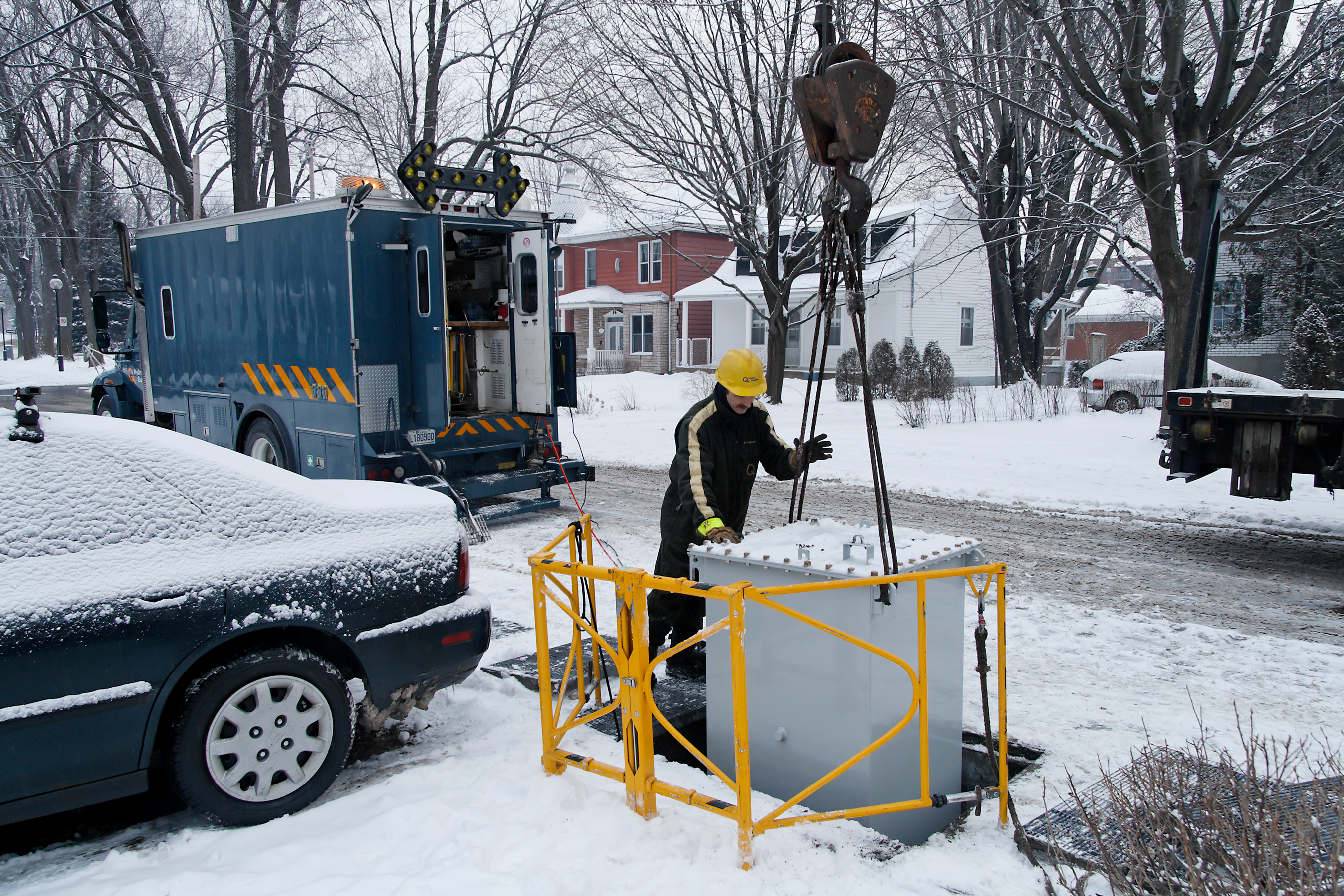
Employé d'Hydro-Québec effectuant l'installation d'un transformateur souterrain à Montréal.

La division Distribution d'Hydro-Québec est responsable de la gestion des approvisionnements et de la vente au détail de l'électricité à la clientèle québécoise. Elle exploite un réseau de 120 472 km de lignes à moyenne tension, surtout à 25 kV et 108 096 km de lignes à basse tension partout au Québec, à l'exception des territoires de neuf réseaux de distribution municipaux – Alma, Amos, Baie-Comeau, Coaticook, Joliette, Magog, Saguenay, Sherbrooke et Westmount – et d'une coopérative électrique, celle de Saint-Jean-Baptiste de Rouville.
Elle s'approvisionne principalement à partir du bloc d'électricité patrimoniale fourni par Hydro-Québec Production, les besoins excédentaires étant comblés par des contrats à long terme signés auprès de fournisseurs privés au terme de processus d'appel d'offres, des achats à court terme sur les marchés voisins. En dernier recours, Hydro-Québec Distribution peut recourir aux services d'Hydro-Québec Production en cas de besoins imprévus. Les différents contrats d'approvisionnement doivent être soumis pour approbation à la Régie de l'énergie du Québec, qui en tient compte lors de la fixation des tarifs.
En date du 1er novembre 2013, Hydro-Québec Distribution a signé 58 contrats d'approvisionnement à long terme, qui représentent un total de plus de 4 600 MW. De ce nombre, figurent 34 contrats de parcs éoliens, 15 contrats de cogénération à la biomasse et 5 petites centrales hydroélectriques. La production d'énergie associée aux contrats s'élève à 14,5 térawattheures en 2014, et devrait atteindre à 21,5 térawattheures entre 2018 et 2021.
Hydro-Québec Distribution est également responsable de produire l'électricité requise par les réseaux autonomes alimentant les communautés et villages nordiques qui ne sont pas reliés au réseau principal. Elle opère 24 centrales thermiques au diesel et une centrale hydroélectrique sur la Basse-Côte-Nord, aux Îles de la Madeleine, en Haute-Mauricie et dans le Nunavik.

### Autres activités

#### Construction
La division Hydro-Québec Équipement et services partagés agit comme maître d'œuvre des chantiers de construction majeurs d'Hydro-Québec, à l'exception des travaux réalisés sur le territoire couvert par la Convention de la Baie-James et du Nord québécois de 1975, qui sont confiés à une autre filiale, la Société d'énergie de la Baie James.
Après une pause dans les années 1990, Hydro-Québec a relancé ses activités de construction de nouvelles centrales au début du XXIe siècle pour profiter du contexte favorable créé par la libéralisation des marchés nord-américains de l'électricité ainsi que pour répondre à l'augmentation de la demande québécoise. Le plan stratégique 2009-2013 de la société prévoit des investissements totaux de 10,4 milliards de dollars pour construire et rénover des installations de production d'électricité.
En plus du projet Eastmain-1A-Sarcelle-Rupert, qui devrait être complété en 2012, le plus important projet de construction en cours est un nouveau complexe de quatre aménagements hydroélectriques d'une puissance totale de 1 550 mégawatts sur la rivière Romaine, dont la construction a débuté le 13 mai 2009. Le complexe de la Romaine, dont la construction nécessitera des investissements de 6,5 milliards de dollars, devrait être complété et mis en service graduellement entre 2014 et 2020. Les deux groupes de la première centrale, Romaine-2, ont été mis en service au dernier trimestre de 2014, ajoutant une puissance de 640 MW au parc de production de l'entreprise.
Dans son discours inaugural de mars 2009, le premier ministre du Québec, Jean Charest, a annoncé l'intention de son gouvernement de développer le potentiel hydroélectrique d'une autre rivière de la Côte-Nord, la Petit Mécatina. D'autres projets sont également à l'étude, dont la construction d'une centrale sur la rivière Magpie, une autre, la centrale Tabaret, près du barrage de Kipawa, au Témiscamingue, ainsi que des ajouts de puissance aux centrales Jean-Lesage (120 mégawatts), René-Lévesque (210 mégawatts) et une turbine supplémentaire à la centrale SM-3 (440 mégawatts).

#### Recherche et développement
Depuis 1967, Hydro-Québec investit dans la recherche et le développement. En plus de financer la recherche universitaire, elle est la seule entreprise d'électricité en Amérique du Nord à s'être dotée de son propre centre de recherche, l'Institut de recherche d'Hydro-Québec (IREQ) de Varennes, sur la Rive-Sud de Montréal. Ce centre, fondé par l'ingénieur Lionel Boulet, a notamment permis de prolonger la vie utile des équipements, d'accroître leur rendement, d'optimiser la maintenance et d'appuyer les programmes d'efficacité énergétique et le service à la clientèle.
Les scientifiques et ingénieurs de l'IREQ soutiennent les objectifs de l'entreprise. Les recherches portent sur l'efficacité énergétique, les énergies renouvelables et les changements climatiques, l'électrification des transports terrestres, l'inspection, la maintenance, la performance et la pérennité des installations, la prévision des apports d'eau et le développement de réseaux électriques intelligents.
L'institut est doté d'une dizaine de laboratoires de pointe, dans le domaine de la chimie des matériaux, de la robotique, du matériel à haute tension, de la métrologie, de la thermomécanique, ainsi qu'un centre de calcul permettant entre autres de simuler le comportement des réseaux électriques ou de traiter l'imagerie haute résolution. Les laboratoires offrent certains services à l'externe. Enfin, le laboratoire des technologies de l'énergie (LTE), de Shawinigan en Mauricie, a été inauguré en 1988. Spécialisé en énergétique du bâtiment et en énergétique industrielle, le LTE évalue, adapte et développe de nouveaux produits et procédés améliorant l'efficacité énergétique de la clientèle résidentielle, commerciale et industrielle.

#### Électrification des transports

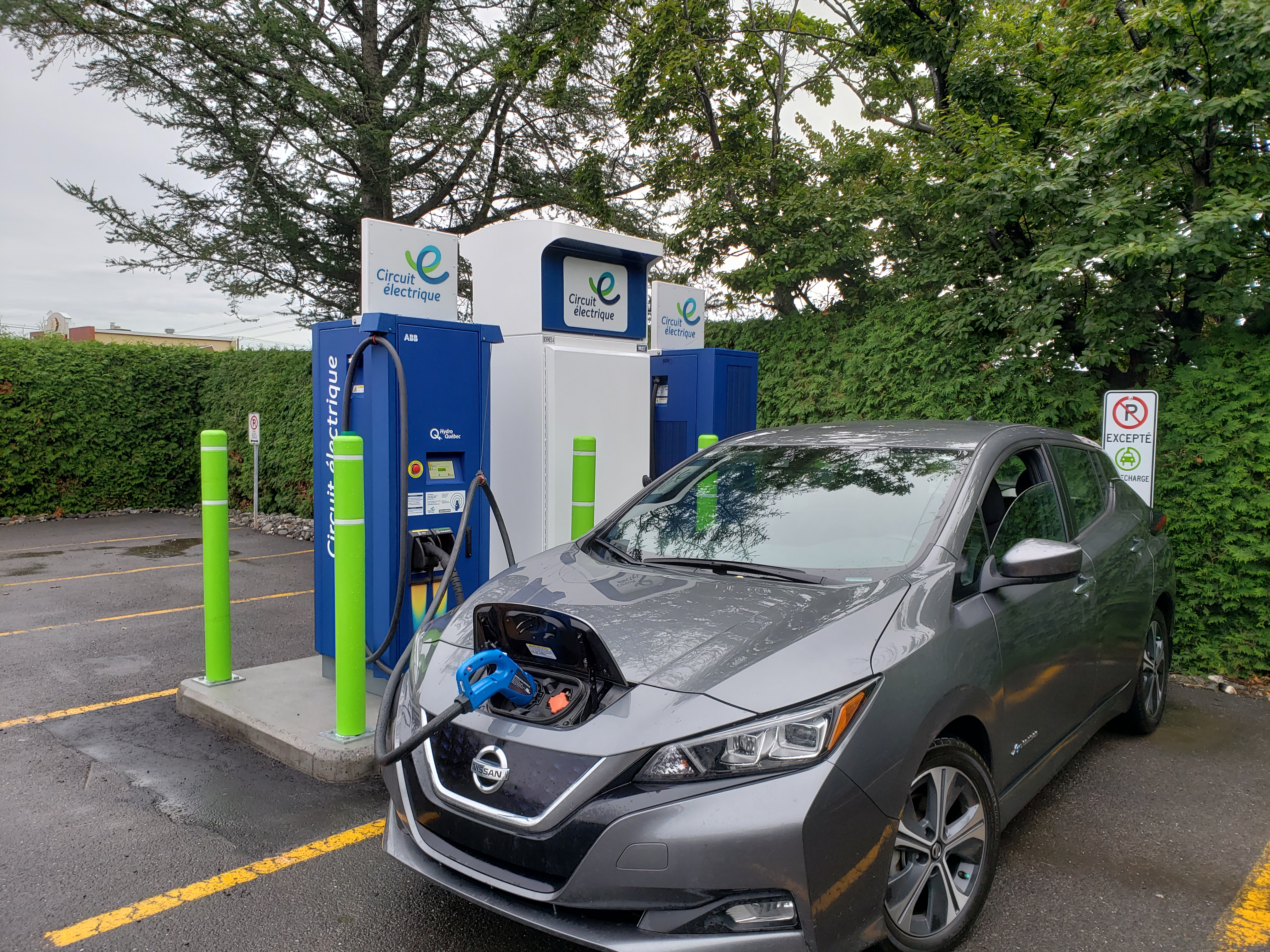
Depuis le printemps 2012, Hydro-Québec s'est associé avec plusieurs partenaires du secteur du commerce de détail afin de créer le Circuit électrique, un réseau de bornes de recharges publiques pour véhicules électriques.

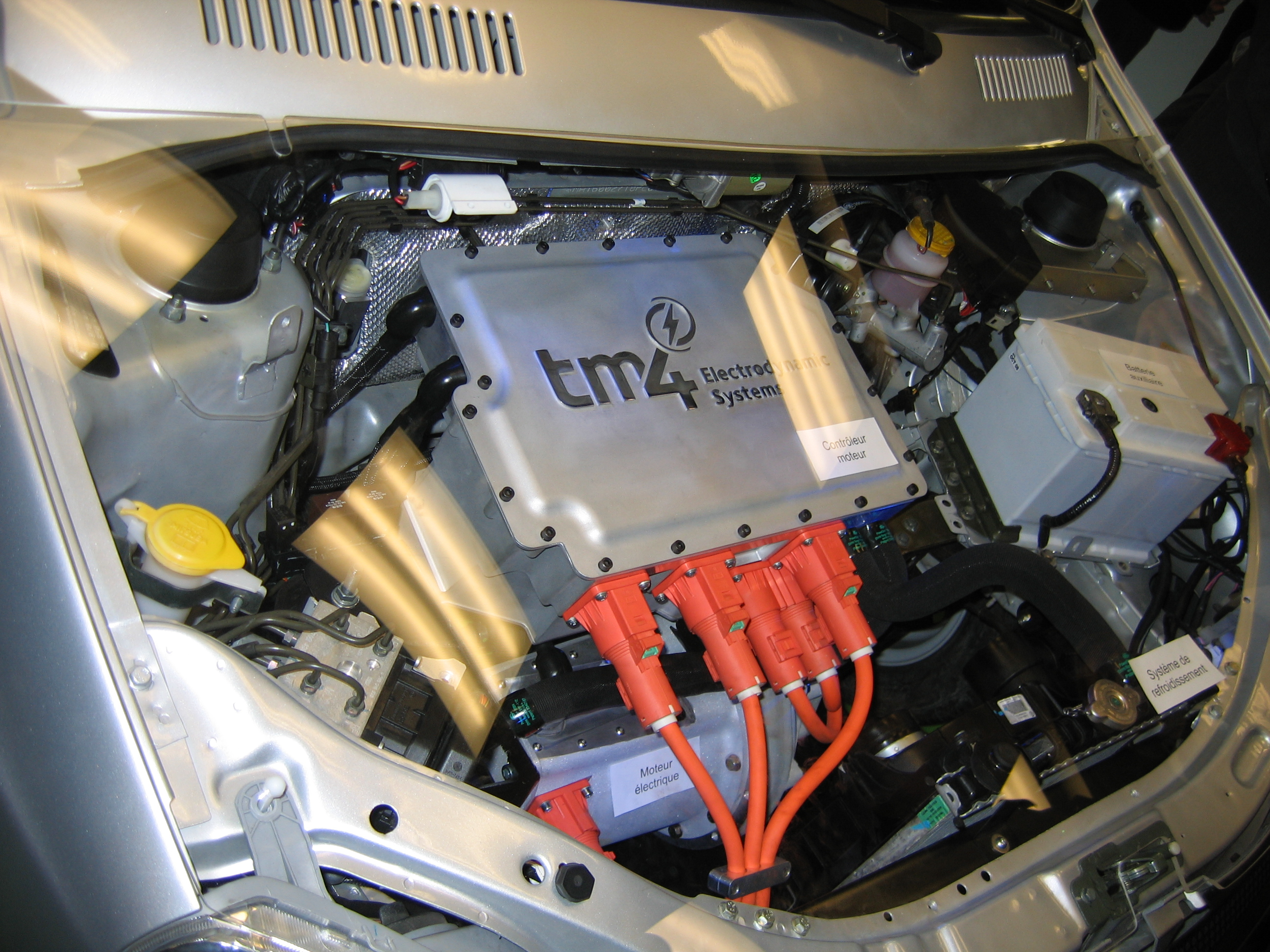
Le moteur TM4 d'Hydro-Québec.

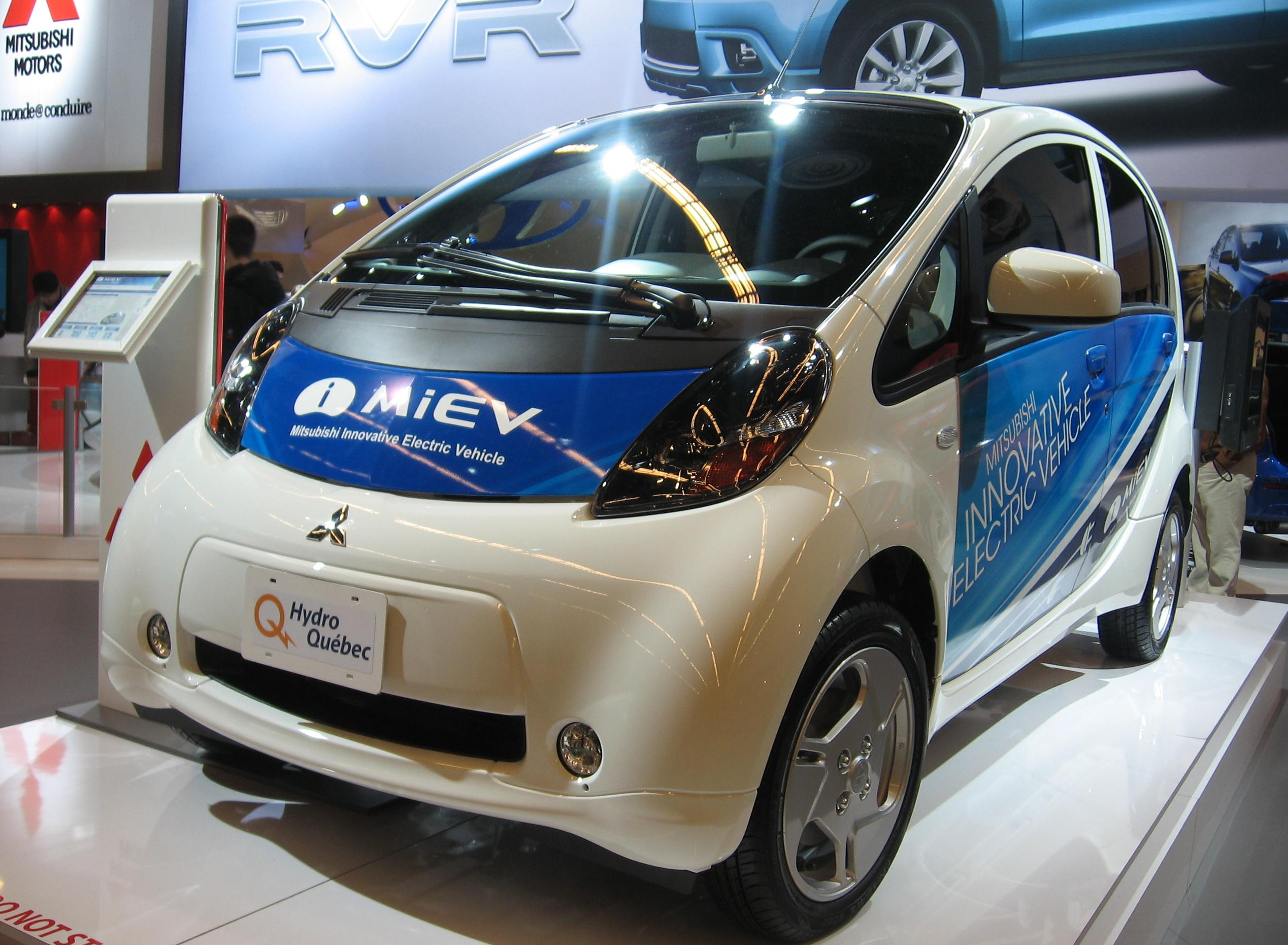
Une i-MiEV de Mitsubishi, en montre au Salon international de l'auto de Montréal en 2011. Hydro-Québec a introduit le modèle à Boucherville dans le cadre d'un projet pilote.

Certaines de ces inventions, dont le concept de moteur-roue électrique, ont frappé l'imaginaire des Québécois,. Hydro-Québec a été critiquée pour ne pas avoir tiré profit du modèle présenté par l'ingénieur et physicien Pierre Couture en 1994,. L'héritier du moteur-roue est commercialisé par une filiale, TM4, qui s'est associée au groupe Dassault et au manufacturier Heuliez dans le développement d'un véhicule électrique, la Cleanova. Des prototypes ont été construits en 2006,.
La direction d'Hydro-Québec a annoncé en 2009 que son moteur avait été choisi par Tata Motors et la firme danoise Miljø pour équiper une version de démonstration de son modèle Indica Vista, qui sera testé en Norvège,. L'entreprise a aussi signé un protocole d'entente en juin 2009 afin de réaliser un programme d'essai de la version hybride rechargeable du Ford Escape, un véhicule utilitaire sport.
En janvier 2010, Hydro-Québec s'est associée au lancement d'un autre programme-pilote d'implantation de véhicules électriques. Le programme, qui a débuté à l'automne 2010, est réalisé en collaboration avec la ville de Boucherville, entreprises locales ainsi que le manufacturier Mitsubishi Motors. Il permettra d'évaluer la performance d'une cinquantaine de voitures i-MiEV dans des situations d'utilisation réelles, notamment en conduite hivernale.
Les chercheurs de l'IREQ travaillent également sur le développement de nouvelles technologies dans le domaine des batteries pour la voiture électrique. Les recherches sont orientées vers des technologies qui accroîtraient l'autonomie des véhicules, amélioreraient les performances par temps froid et réduiraient le temps de charge.
Depuis le printemps 2012, Hydro-Québec s'est associée avec des partenaires du secteur du commerce de détail, l'Agence métropolitaine de transport ainsi que des hôteliers afin de mettre en place Le Circuit électrique, un réseau de bornes de recharges publiques de véhicules électriques. Les premières bornes ont été installées dans les régions de Montréal et de Québec. Deux ans après le début de ses opérations, le Circuit électrique compte près de 300 bornes actives, qui sont utilisées environ 1 000 fois par mois. Le service compte environ 1 500 membres parmi les 2 500 propriétaires de véhicules électriques au Québec.

#### Projets internationaux
Hydro-Québec prend le tournant international en 1978. Avant cette date, l'entreprise avait pour seules missions le développement énergétique et le soutien du développement économique au Québec. Une nouvelle filiale, Hydro-Québec International, est créée avec le mandat d'offrir le savoir-faire de l'entreprise à l'étranger dans ses domaines de compétence — la distribution, la production et le transport de l'électricité. La nouvelle entité s'appuie sur l'expertise de la maison-mère, qu'elle soit technique, financière ou humaine.
Au cours des 25 années qui ont suivi, Hydro-Québec a été particulièrement active à l'extérieur de ses frontières avec des participations dans des réseaux de transport d'électricité et des centrales électriques : Transelec au Chili, Cross Sound Cable aux États-Unis, le réseau Consorcio Transmantaro au Pérou, Hidroelectrica Rio Lajas au Costa Rica, Murraylink en Australie et la centrale de Fortuna au Panama.
La société d'État québécoise a brièvement détenu une participation de 17 % dans le capital de la SENELEC, lorsque l'État sénégalais a décidé de la vendre à un consortium dirigé par la société française Elyo, filiale du Groupe Suez Lyonnaise des Eaux, en 1999. La transaction a été annulée l'année suivante.
La même année la filiale internationale d'Hydro-Québec faisait l’acquisition d’une participation de 20 % dans la Meiya Power Company en Chine pour la somme de 83 millions de dollars, une participation qu'elle a détenue jusqu'en juillet 2004. Hydro-Québec a aussi participé à titre de consultant dans plusieurs développements hydroélectriques à travers le monde. Des représentants de la société ont été impliqués indirectement dans la construction du barrage des Trois-Gorges, offrant de la formation aux ingénieurs chinois dans les domaines de la gestion, les finances et l'hydraulicité des barrages.
Hydro-Québec s'est graduellement retirée du marché international entre 2003 et 2006. Le Rapport annuel 2006 de l'entreprise rapporte que la cession des actifs internationaux dans six pays a généré un gain de 917 M$, dont la part la plus importante revient à la vente de son projet de transport au Chili (gain de 813 millions). Les profits nets de ces transactions ont été versés au Fonds des générations.

## Environnement

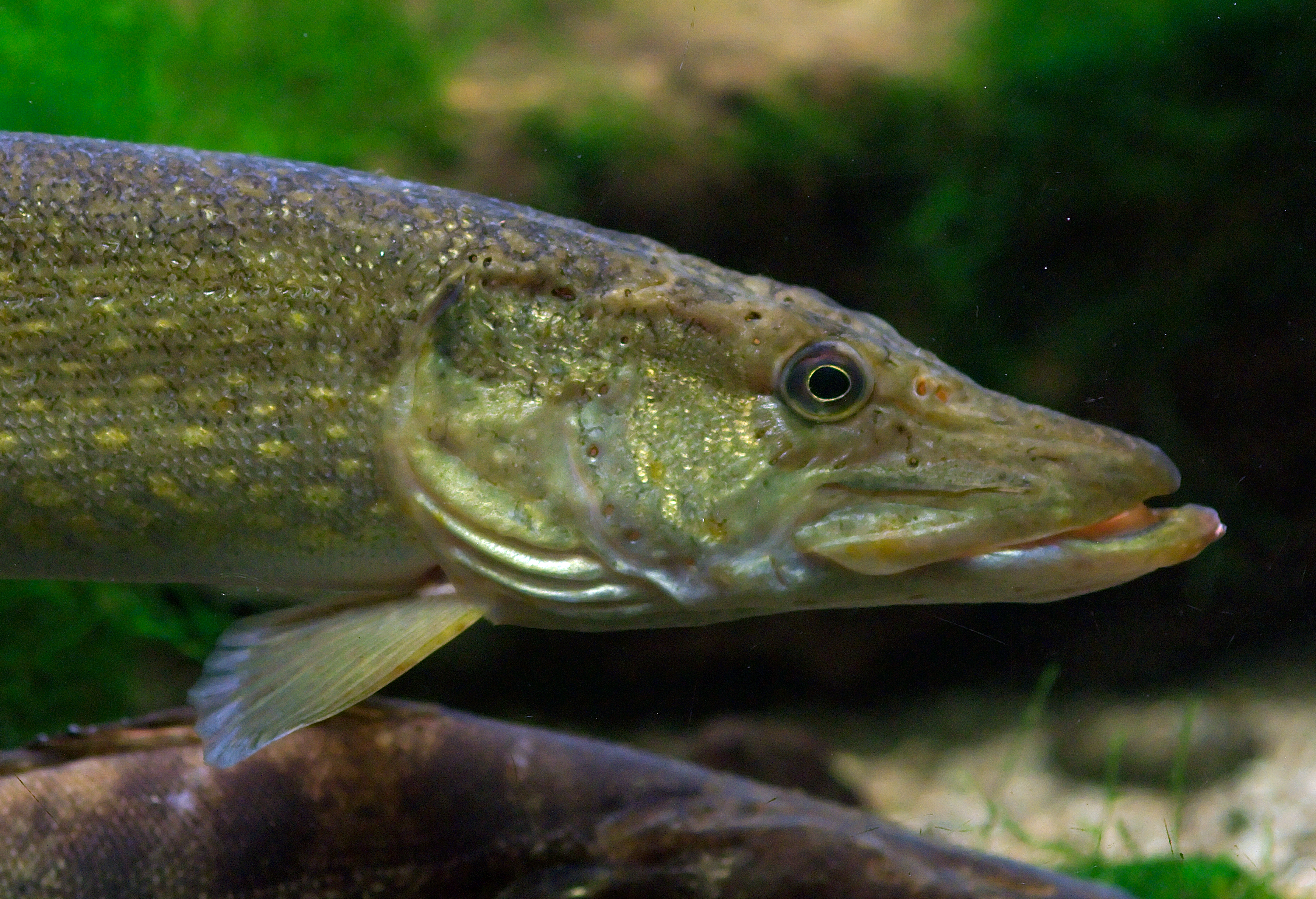
Le grand brochet (Esox lucius) est plus abondant dans le réservoir Robert-Bourassa qu'avant le remplissage du réservoir. Sa progression a été accompagnée d'une diminution du doré jaune (Sander vitreus).

La construction d'installations de production, de transport et de distribution d'électricité a des impacts sur l'environnement. Ainsi, les activités d'Hydro-Québec ont des impacts sur les milieux naturels où sont construites ses installations ainsi que sur les habitants de ces régions. En outre, la création de nouveaux réservoirs transforme le mercure présent dans les plantes en méthylmercure, qui remonte la chaîne alimentaire, augmente temporairement les émissions de gaz à effet de serre des étendues d'eau transformées en réservoirs et provoque l'érosion des berges.
De plus, la construction d'aménagements hydroélectriques a des conséquences sur le milieu humain dans lequel il est implanté, qu'il s'agisse des obstacles à la navigation, de la teneur en mercure de certaines espèces de poisson pêchées dans les réservoirs, de la perte potentielle d'artéfacts permettant de retracer la présence humaine sur le territoire ou des conséquences sociales et culturelles du désenclavement des populations autochtones vivant près des installations.
La prise en compte graduelle des externalités environnementales a débuté à Hydro-Québec dès le début des années 1970. L'adoption de la Loi québécoise sur la qualité de l'environnement, en 1972, l'abandon du Projet Champigny, qui prévoyait la construction d'une centrale à réserve pompée dans la vallée de la Jacques-Cartier, en 1973 et le processus de négociation entre les gouvernements, Hydro-Québec et les populations cries qui a conduit à la signature de la Convention de la Baie-James et du Nord québécois en 1975, forcent l'entreprise à revoir ses façons de faire.
Afin de répondre aux préoccupations environnementales, Hydro-Québec se dote d'un comité de protection de l'environnement en 1970 et d'une Direction environnement le 1er septembre 1973. Elle a pour mandat d'étudier et de mesurer les impacts environnementaux des activités de l'entreprise, de préparer des études d'impact, de proposer des mesures d'atténuation sur les nouveaux projets et les aménagements existants ainsi que de mener des recherches dans ces domaines, en collaboration avec des chercheurs universitaires.

### Impacts sur les milieux naturels

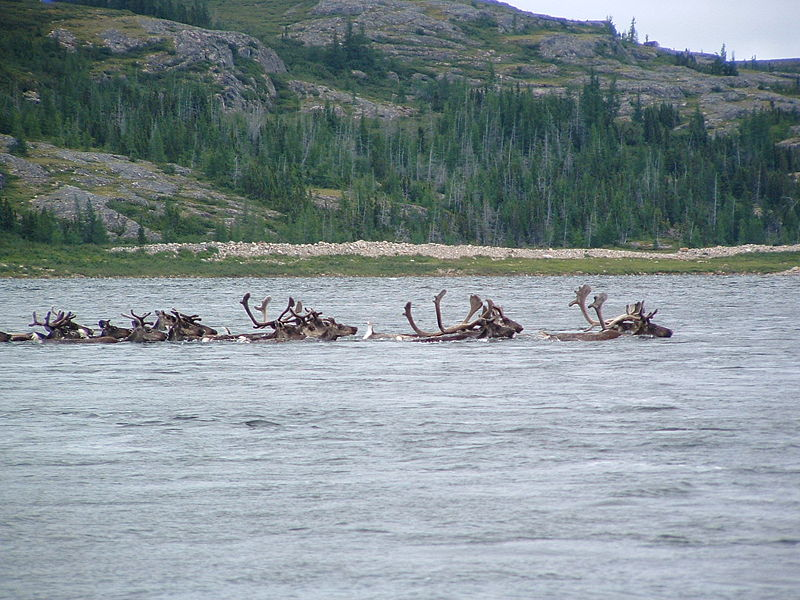
La population de caribous près des grands réservoirs du Nord québécois a augmenté entre 1970 et 1990.

L'entreprise a mis en place un réseau de surveillance et de suivi environnemental des impacts du complexe La Grande qui, depuis 1978, fournit une multitude de données sur les milieux nordiques. Les 30 premières années de recherche dans la région de la Baie James ont permis de confirmer que la teneur en mercure dans la chair des poissons augmente de 3 à 6 fois pendant de 5 à 10 ans qui ont suivi la mise en eau des réservoirs, et qu'il redescend à un niveau normal après 20 à 30 ans. Ces résultats confirment des études similaires menées au Canada, aux États-Unis et en Finlande. Par ailleurs, il est possible de réduire l'exposition au mercure des populations qui consomment une alimentation riche en poissons par des programmes d'information sans pour autant changer radicalement leur régime alimentaire, mais en évitant certaines espèces.
Par ailleurs, les installations étudiées par Hydro-Québec indiquent que seulement certaines espèces sédentaires furent affectées (noyées) par celle-ci lors de la mise en eau. Les populations d'espèces migratrices ont profité du milieu stable qu'offrent les réservoirs, « au point qu’il a fallu accroître la chasse, notamment celle au caribou ».

### Impacts sur le milieu humain

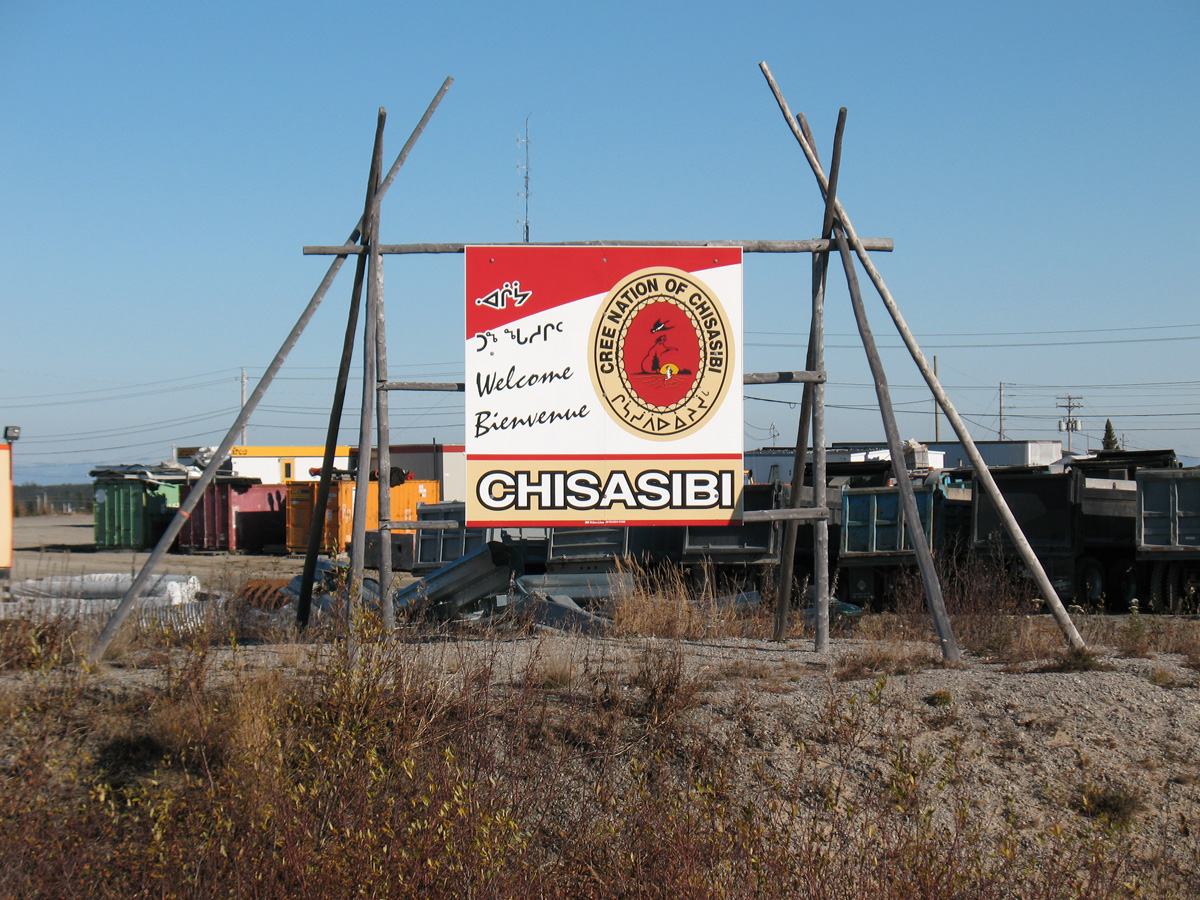
De toutes les communautés cries, Chisasibi a été la plus touchée par les inondations provoquées par le développement du potentiel électrique de La Grande Rivière.

L'autre grand sujet de préoccupation environnementale concerne les résidents historiques des régions affectées par les développements hydroélectriques, les Innus de la Côte-Nord, et les Cris et Inuits dans le Nord-du-Québec. Les développements hydroélectriques des années 1972 à 1995 ont accéléré un mouvement de sédentarisation de la population autochtone qui était déjà amorcé. Les nouveaux services sociaux et d'éducation gérés par les communautés en vertu de la Convention de la Baie-James et du Nord québécois et le remplissage initial des réservoirs, qui a inondé certains territoires traditionnels de trappage ou de pêche, figurent parmi les principales raisons de l'accélération de cette sédentarité.
Le changement a été tellement rapide que les communautés autochtones, en particulier les Cris, « ont fini par s'apparenter de plus en plus à la société industrialisée du sud ». Un phénomène semblable a été observé après la construction de routes ou de centrales hydroélectriques près de communautés isolées du Canada et de la Scandinavie. On note cependant une certaine aggravation des problèmes sociaux entraînés par l'augmentation du chômage, consécutif à la fin des travaux de construction, dans les années 1990.
Après le fort mouvement d'opposition populaire au projet de construction de la centrale thermique du Suroît et l'abandon définitif du projet en novembre 2004, Hydro-Québec, sous la gouverne de son nouveau PDG, Thierry Vandal a réaffirmé l'engagement de l'entreprise en faveur de l'efficacité énergétique, de l'hydroélectricité et du développement de nouvelles technologies électriques, dès son entrée en fonction en 2005. Depuis cette époque, Hydro-Québec communique régulièrement ses trois critères de décision pour ses nouveaux développements hydroélectriques : la rentabilité, l'acceptabilité environnementale et l'accueil favorable des collectivités concernées.
Enfin, Hydro-Québec adhère à différentes initiatives de développement durable depuis la fin des années 1980. Son approche dans ce domaine repose sur trois principes : le développement économique, le développement social et la protection de l'environnement. Depuis 2001, elle participe au système Global Reporting Initiative, qui encadre la diffusion de la performance en matière de développement durable au niveau international. L'entreprise emploie 250 spécialistes et gestionnaires dans le domaine de l'environnement et elle a mis en place un système de gestion environnemental répondant à la norme ISO 14001 dès le début des années 2000.

### Émissions de gaz à effet de serre

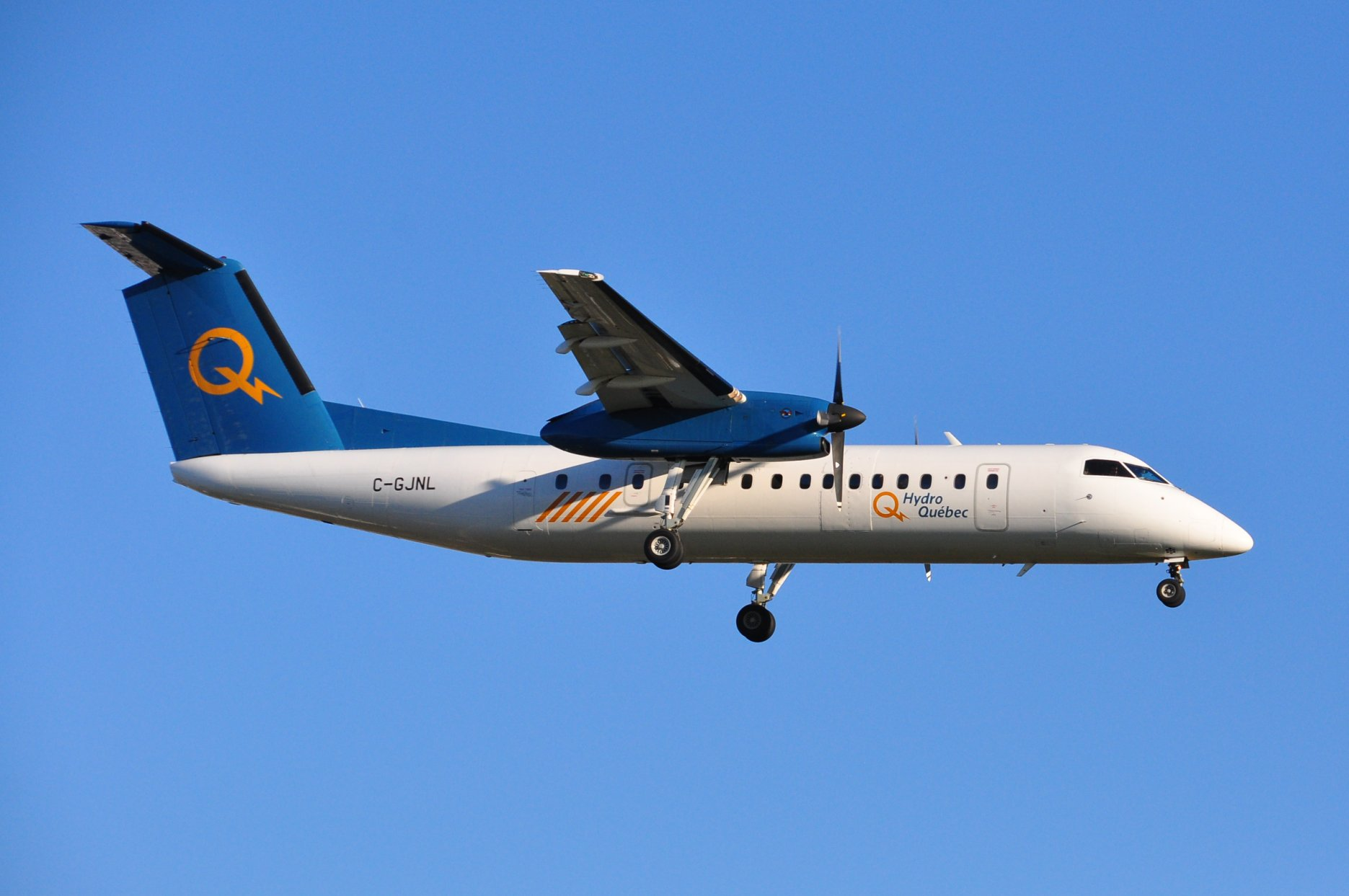
Un Dash 8 permettant le transport du personnel et de ses marchandises en provenance et vers les sites hydro-électriques

Compte tenu de la prédominance des centrales hydroélectriques dans son parc de production, les activités d'Hydro-Québec contribuent au bilan positif du Québec dans la lutte aux changements climatiques, puisque la production d'électricité et de chaleur ne représente que pour 0,5 % du bilan global.
Ainsi, les émissions atmosphériques générées par la production et les achats d’électricité d'Hydro-Québec sont nettement inférieures à la moyenne des voisins du Québec dans le nord-est de l'Amérique du Nord. En 2013, elles se chiffraient à 1 130 t CO2/TWh (239 fois moins), à 4,4 t SO2/TWh (82 fois moins) et à 10 t NOx/TWh (49 fois moins).
Dans son Rapport sur le développement durable 2013, la société indique que ses activités ont entraîné des émissions directes de 325 606 tonnes d'équivalent CO2. Les deux tiers des émissions ont été produites par l'exploitation des centrales au diesel exploitées dans les réseaux autonomes, qui ne représentaient que 0,2 % de la demande totale d'électricité de l'entreprise. Les deux seules centrales thermiques du réseau principal n'ont produit que 4 845 tonnes d'équivalent CO2 en 2013.
Les fuites de CF4 et de SF6, deux gaz utilisés comme isolants dans les équipements, représentent la deuxième source d'émissions avec des rejets de 70 005 tonnes d'équivalent CO2 en 2013. La flotte de 5 376 véhicules de l'entreprise constitue aussi une importante source d'émissions avec 51 891 tonnes en 2013.
Par ailleurs, une étude de sept ans menée par plus de 80 scientifiques de l'Université McGill, de l'Université du Québec à Montréal et de la firme Environnement Illimité a mesuré les émissions de gaz à effet de serre du réservoir de la centrale Eastmain-1, en service depuis 2006. Selon les conclusions du rapport de recherche, publié en 2010, des émissions de gaz à effet de serre importantes ont été notées au cours des premières années d'opération du réservoir, mais le niveau des émissions redescend rapidement à des valeurs semblables à celles des lacs naturels du même territoire après cinq ans. Les émissions nettes provenant des réservoirs étaient évaluées à environ 130 000 tonnes d'équivalent CO2 et devraient redescendre à un niveau de 100 000 tonnes en 2011 ou 2012.
| Activités                                           | 2009    | 2010    | 2011    | 2012    | 2013    |
| --------------------------------------------------- | ------- | ------- | ------- | ------- | ------- |
| Production d'électricité                            | 369 196 | 212 038 | 215 263 | 215 325 | 220 098 |
| Réseaux autonomes                                   | 198 598 | 200 592 | 209 164 | 208 911 | 215 253 |
| Réseau principal                                    | 170 598 | 11 445  | 6 079   | 6 144   | 4 845   |
| Autres activités                                    |         |         |         |         |         |
| Parc de véhicules                                   | 56 029  | 55 412  | 56 005  | 53 049  | 51 891  |
| Flotte d'avions                                     | nd      | 11 959  | 12 304  | 12 810  | 13 299  |
| Utilitaires (motoneiges, tracteurs, souffleuses...) | nd      | nd      | 801     | 631     | 693     |
| Chariots élévateurs au propane                      | nd      | 108     | 106     | 91      | 89      |
| Génératrices pour entretien du réseau               | nd      | 7 385   | 6 272   | 5 281   | 8 629   |
| Génératrices d'urgences et de chantier              | nd      | 5 037   | 2 097   | 1 860   | 4 315   |
| Chauffage des locaux (réseaux autonomes et télécom) | nd      | 460     | 868     | 539     | 735     |
| Fuites de CF4 et de SF6                             | nd      | 38 518  | 31 309  | 50 430  | 70 005  |
| Utilisation d'aérosols                              | nd      | 561     | 581     | 311     | 392     |
| Total des émissions directes                        | nd      | 331 478 | 325 606 | 340 327 | 370 146 |

## Tarifs et clientèle

### Le marché québécois
|                                               | Nombre d'abonnés | Nombre d'abonnés | Ventes au Québec (GWh) | Ventes au Québec (GWh) | Produits (M CAD) | Produits (M CAD) | Consommation moyenne (kWh) | Consommation moyenne (kWh) |
| 2018                                          | 2017             | 2018             | 2017                   | 2018                   | 2017             | 2018             | 2017                       |                            |
| --------------------------------------------- | ---------------- | ---------------- | ---------------------- | ---------------------- | ---------------- | ---------------- | -------------------------- | -------------------------- |
| Résidentiel et agricole                       | 3 994 491        | 3 958 300        | 69 566                 | 66 111                 | 5 591            | 5 285            | 17 415                     | 16 702                     |
| Général, institutionnel et petits industriels | 317 608          | 316 430          | 47 659                 | 45 816                 | 4 016            | 3 873            | 150 056                    | 144 790                    |
| Grands industriels                            | 185              | 184              | 50 252                 | 53 699                 | 2 196            | 2 288            | 271 632 432                | 291 842 391                |
| Autres                                        | 4 630            | 4 582            | 5 337                  | 5 077                  | 331              | 317              | 1 152 700                  | 1 108 031                  |
| Total                                         | 4 316 914        | 4 279 496        | 172 814                | 170 703                | 12 134           | 11 763           |                            |                            |

Évolution des tarifs d'Hydro-Québec et de l'indice des prix à la consommation au Québec entre 1998 et 2011.

À la fin de l'année 2020, Hydro-Québec comptait 4 402 800 clients regroupés en trois grandes catégories : résidentiel et agricole (tarif D), commercial et institutionnel (tarif G) et industriel (tarifs M et L). Certaines grandes institutions bénéficient du tarif LG, semblable au tarif industriel. La catégorie Autres regroupe notamment les systèmes d'éclairage public.
La dizaine de tarifs de distribution sont établis annuellement par la Régie de l'énergie après des audiences publiques. La tarification est basée sur les coûts de fourniture du service, qui incluent l'amortissement sur les immobilisations, une provision pour l'entretien des installations, la croissance de la clientèle et un profit économique.
Les tarifs sont uniformes sur l'ensemble du territoire québécois et sont établis en fonction du type de consommateur et du volume de consommation. La Régie de l'énergie du Québec fixe les tarifs annuellement le 1er avril au terme d'un processus de huit mois. À la fin juillet de l'année précédente, Hydro-Québec dépose sa demande et un dossier qui fait état des dépenses et des investissements de l'année précédente, courante et suivante. Le dossier est analysé par la Régie et des intervenants reconnus, représentant les consommateurs, les clients commerciaux et industriels, les municipalités, et des groupes environnementalistes. La cause est débattue au cours d'audiences publiques avant que la Régie rende sa décision, généralement au début mars de chaque année.
Tous ces tarifs varient en bloc, afin de protéger l'avantage consenti de longue date aux clients résidentiels, qui profitent d'un tarif inférieur au coût nécessaire pour assurer le service. L'interfinancement des tarifs en faveur des clients résidentiels était estimé par le Vérificateur général du Québec à 888 millions $ pour l'année 2018.
Les tarifs figurent parmi les plus bas en Amérique du Nord[réf. nécessaire]. Après une période de gel tarifaire du 1er mai 1998 au 1er janvier 2004, la Régie de l'énergie a autorisé huit hausses successives des tarifs entre 2004 et 2010, pour une augmentation de 18,4 %, pour ensuite imposer deux baisses successives en 2011 (−0,4 %) et 2012 (−0,5 %). Toutefois, les tarifs augmenteront de plus de 4 % par année entre 2014 et 2018 en raison de la hausse de 1 cent par kilowatt-heure de l'électricité patrimoniale, annoncée par le gouvernement dans le budget du Québec de 2010 et des achats d'électricité à des producteurs privés, notamment celle des parcs éoliens dont la construction a été autorisée par le gouvernement du Québec.

#### La clientèle résidentielle

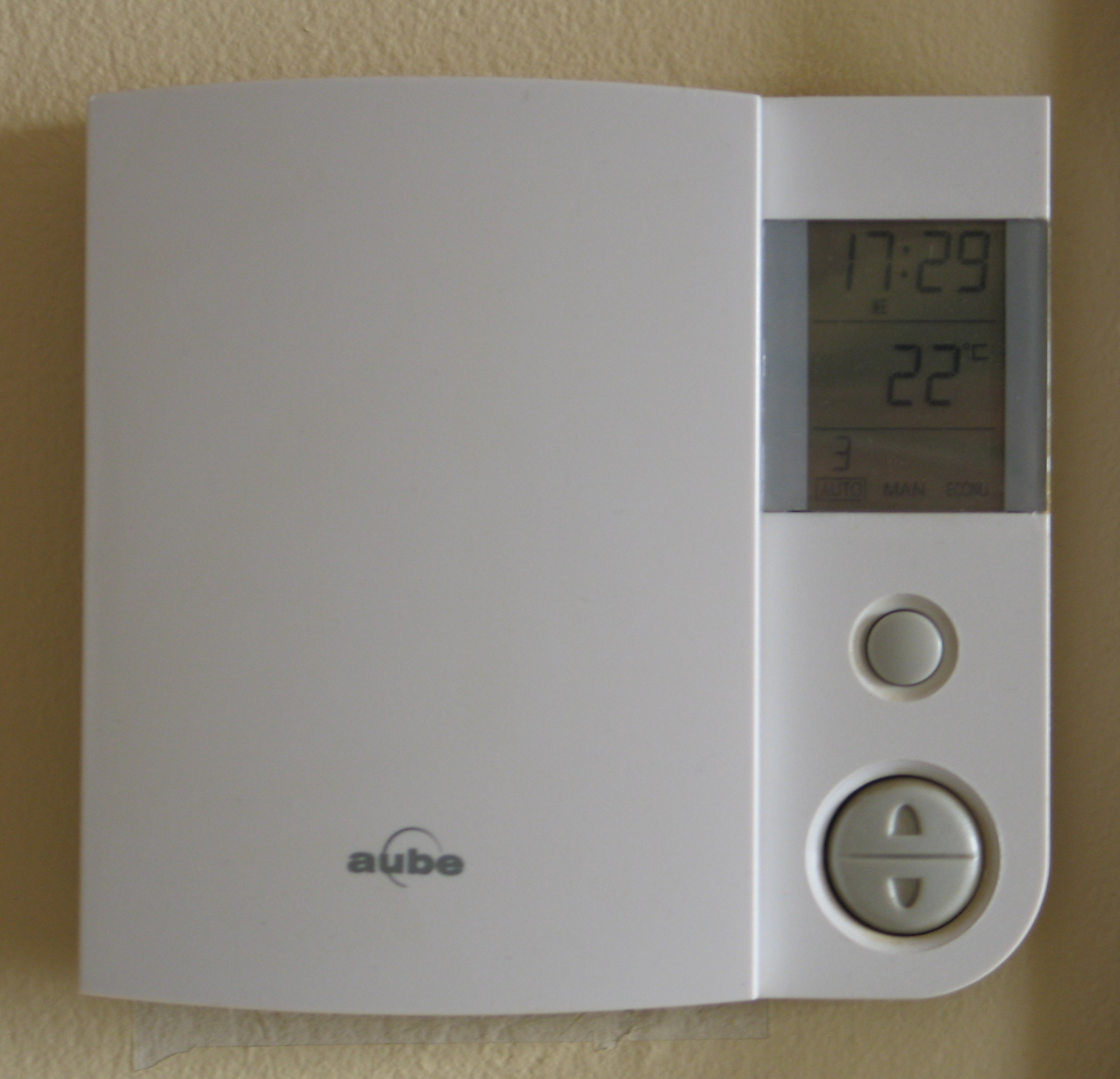
Hydro-Québec estime que le chauffage électrique compte pour plus de 50 % de la consommation d'électricité de ses clients résidentiels au Québec.

La consommation moyenne des abonnés résidentiels et agricoles de la société, qui s'établit à 16 840 kilowattheures en 2020, est relativement élevée en raison de l'utilisation de l'électricité pour le chauffage dans 68 % des résidences. Hydro-Québec estime que le chauffage est responsable de plus de la moitié de la consommation électrique d'une résidence au Québec.
Cette préférence pour le chauffage électrique rend la demande d'électricité plus imprévisible, mais offre aussi certains avantages environnementaux. Malgré le climat très froid en hiver, les résidences québécoises ne sont responsables que de 5,5 % (4,65 Mt éq. CO2) des émissions de gaz à effet de serre au Québec en 2006. Durant la période allant de 1990 et 2006, les émissions du secteur résidentiel au Québec ont chuté de 30 %.

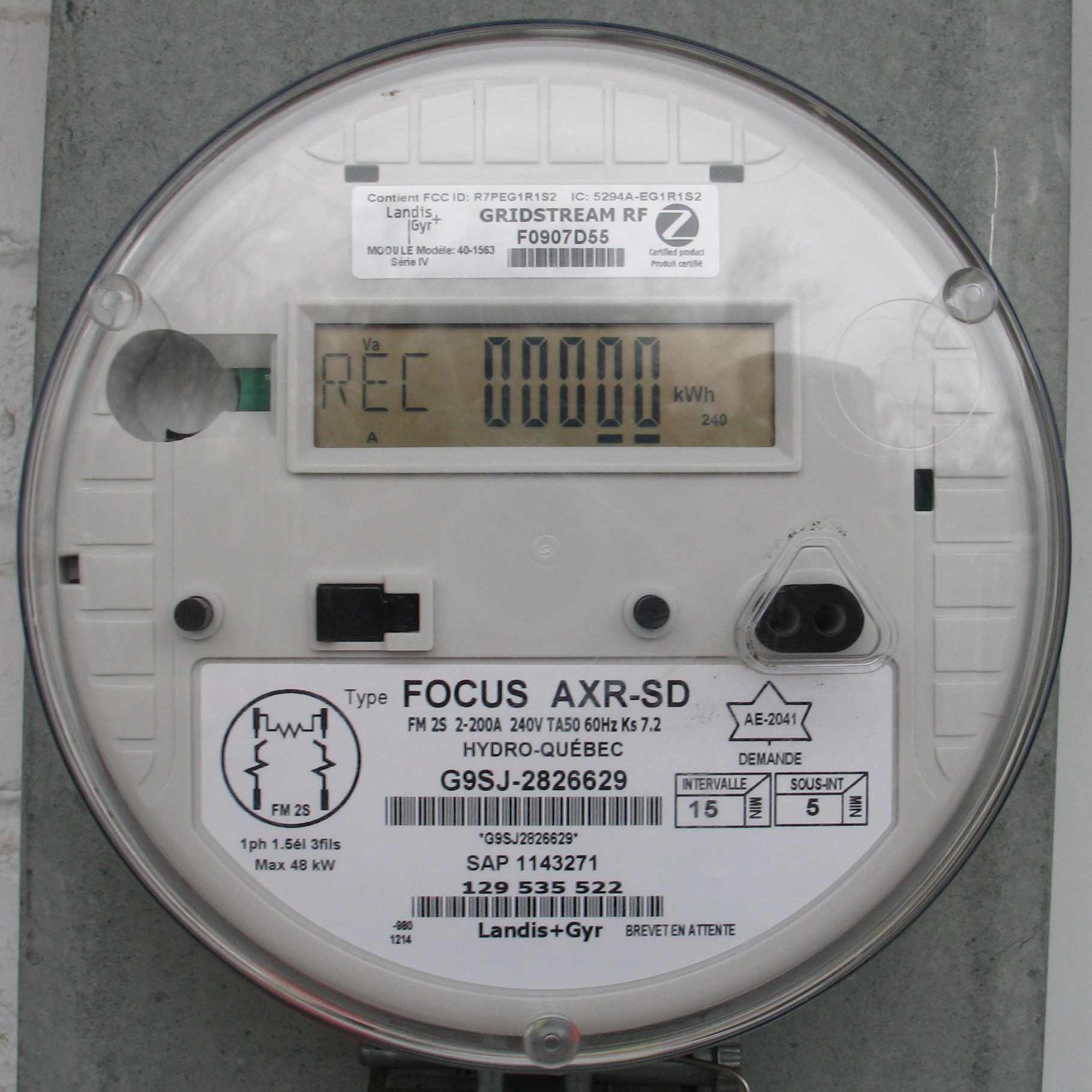
un compteur communicant Landis+Gyr installé entre 2013 et 2015 chez les clients résidentiels.

La consommation d'électricité des résidences fluctue d'une année à l'autre en fonction des aléas du climat. Toutefois, les pointes de consommation sur le réseau d'Hydro-Québec surviennent toujours l'hiver. Le record de consommation a été battu le 11 janvier 2022 à 8h avec une demande en puissance de 39 900 MW. Le record précédent était de 39 240 MW et avait été établi lors d'une autre vague de froid le 22 janvier 2014.
Le tarif d'électricité résidentiel et agricole en vigueur le 1er avril 2014 comprend une redevance d'abonnement, fixée à 40,64 cents par jour, et deux niveaux de prix, en fonction de la consommation. Les 30 premiers kilowatts-heures quotidiens sont facturés à 5,57 cent/kilowattheure, tandis que le reste de la consommation est vendue à 8,26 cent/kilowattheure. La facture moyenne d'un abonné résidentiel s'établissait à environ 100 dollars par mois en 2008.
Le relevé des compteurs électriques s'effectue généralement tous les deux mois et les factures sont bimensuelles. L'entreprise offre à ses clients résidentiels la possibilité de répartir le montant de la facture annuelle estimée d'électricité en 12 versements égaux. L'estimation se base sur la consommation passée du domicile du client.

#### La clientèle industrielle

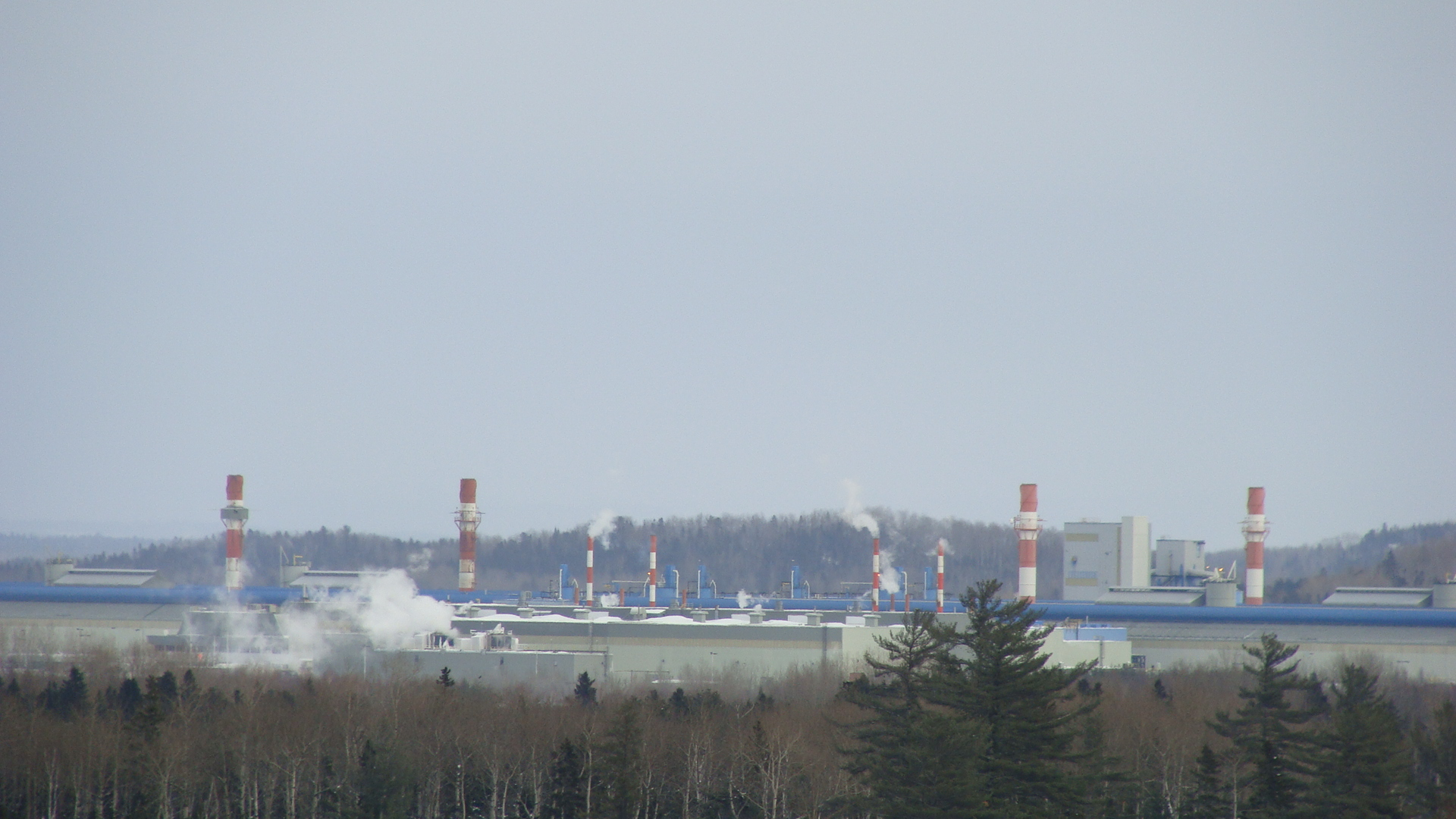
L'aluminerie de Rio Tinto Alcan de Laterrière, à Saguenay. La grande industrie, et en particulier le secteur de la fonte et de l'affinage et des pâtes et papiers, consomme 32,8 % de l'électricité vendue au Québec par Hydro-Québec.

Depuis un siècle, le développement industriel du Québec a été stimulé par l'abondance de ressources hydrauliques. L'énergie représente une part importante des dépenses des secteurs des pâtes et papiers et de l'aluminium, deux industries établies de longue date au Québec. En 2020, les clients industriels ont consommé 52 096 térawattheures.
La grande industrie jouit d'un tarif plus bas que les clients domestiques et commerciaux en raison des coûts de distribution moindres. En 2008, les abonnés du tarif grande puissance, le tarif L, paient en moyenne 4,57 cent/kilowattheure.
Le gouvernement du Québec utilise les bas tarifs d'électricité afin d'attirer de nouvelles entreprises et de consolider les emplois existants. Depuis 1974, le gouvernement se réserve le droit d'accorder ou non de nouveaux blocs de grande puissance aux entreprises qui en font la demande. Le seuil, qui était fixé à 175 mégawatts de 1987 à 2006 a été ramené à 50 mégawatts dans la stratégie énergétique 2006-2015 du Québec. Dans un contexte de diminution de la puissance disponible pour de nouveaux projets, ce seuil a depuis été réduit à 5 mégawatts en 2023.

##### Tarifs spéciaux
En 1987, les producteurs d'aluminium Alcan et Alcoa ont conclu des ententes controversées avec Hydro-Québec et le gouvernement. Ces ententes confidentielles, dites « à partage de risques », faisaient varier le prix de l'électricité en fonction de différents facteurs, dont les prix mondiaux de l'aluminium et le cours du dollar canadien. Ces ententes sont graduellement remplacées par des conventions basées sur le tarif de grande puissance.
Le 10 mai 2007, le gouvernement du Québec rendait publique une entente avec Alcan. Cet accord, qui est toujours en vigueur malgré la vente du groupe à Rio Tinto, prévoit le renouvellement des concessions hydrauliques sur les rivières Saguenay et Péribonka, le maintien des investissements, du siège social montréalais et des emplois au Québec.
Le 19 décembre 2008, Hydro-Québec et Alcoa ont signé une entente portant sur des contrats d'énergie. Cette entente, qui durera jusqu'en 2040, assure le maintien de la fourniture d'électricité aux trois alumineries d'Alcoa au Québec, situées à Baie-Comeau, à Bécancour et à Deschambault-Grondines. De plus, elle permet à Alcoa de procéder à la modernisation de son usine à Baie-Comeau et d'en augmenter sa capacité de production de 110 000 tonnes par année, pour atteindre 548 000 tonnes.

##### Critique des tarifs industriels
Plusieurs économistes, comme Jean-Thomas Bernard et Gérard Bélanger de l'Université Laval, contestent la stratégie gouvernementale et soutiennent que les ventes aux grands consommateurs industriels d'électricité représentent un coût trop élevé pour l'économie québécoise. Dans un article publié en 2008, les chercheurs calculent qu'un emploi dans une nouvelle aluminerie ou dans un projet d'extension coûte entre 255 357 et 729 653 dollars par année par rapport à l'alternative qui consisterait à vendre l'électricité excédentaire sur les marchés d'exportation.
Il s'agit cependant d'un calcul contesté par l'Association des consommateurs industriels d'électricité du Québec, qui réplique en affirmant que les données de 2000 à 2006 tendent à démontrer que les prix obtenus par Hydro-Québec pour l'électricité exportée sont plus bas lorsque les quantités augmentent, et inversement. « On constate que plus on exporte, moins c'est payant », ajoute le directeur général de l'organisme, Luc Boulanger, qui explique ce phénomène par la grande volatilité des prix d'une heure à l'autre sur les marchés voisins du Québec et par les limites physiques des infrastructures de transport qui réduit la quantité maximale pouvant être exportée lors des périodes où les prix sont les plus élevés.

### Marchés d'exportation
|                        | 2014   | 2013   | 2012   | 2011   | 2010   | 2009   | 2008   | 2007   | 2006   | 2005   |
| ---------------------- | ------ | ------ | ------ | ------ | ------ | ------ | ------ | ------ | ------ | ------ |
| Exportations (GWh)     | 26 624 | 32 208 | 28 089 | 23 680 | 20 154 | 19 952 | 21 299 | 19 624 | 14 458 | 15 342 |
| Recettes (M CAD)       | 1 629  | 1 525  | 1 194  | 1 252  | 1 304  | 1 287  | 1 919  | 1 617  | 1 149  | 1 464  |
| Revenu moyen (CAD/MWh) | 61,18  | 47,35  | 42,51  | 52,87  | 64,70  | 64,50  | 90,10  | 82,40  | 79,47  | 95,42  |

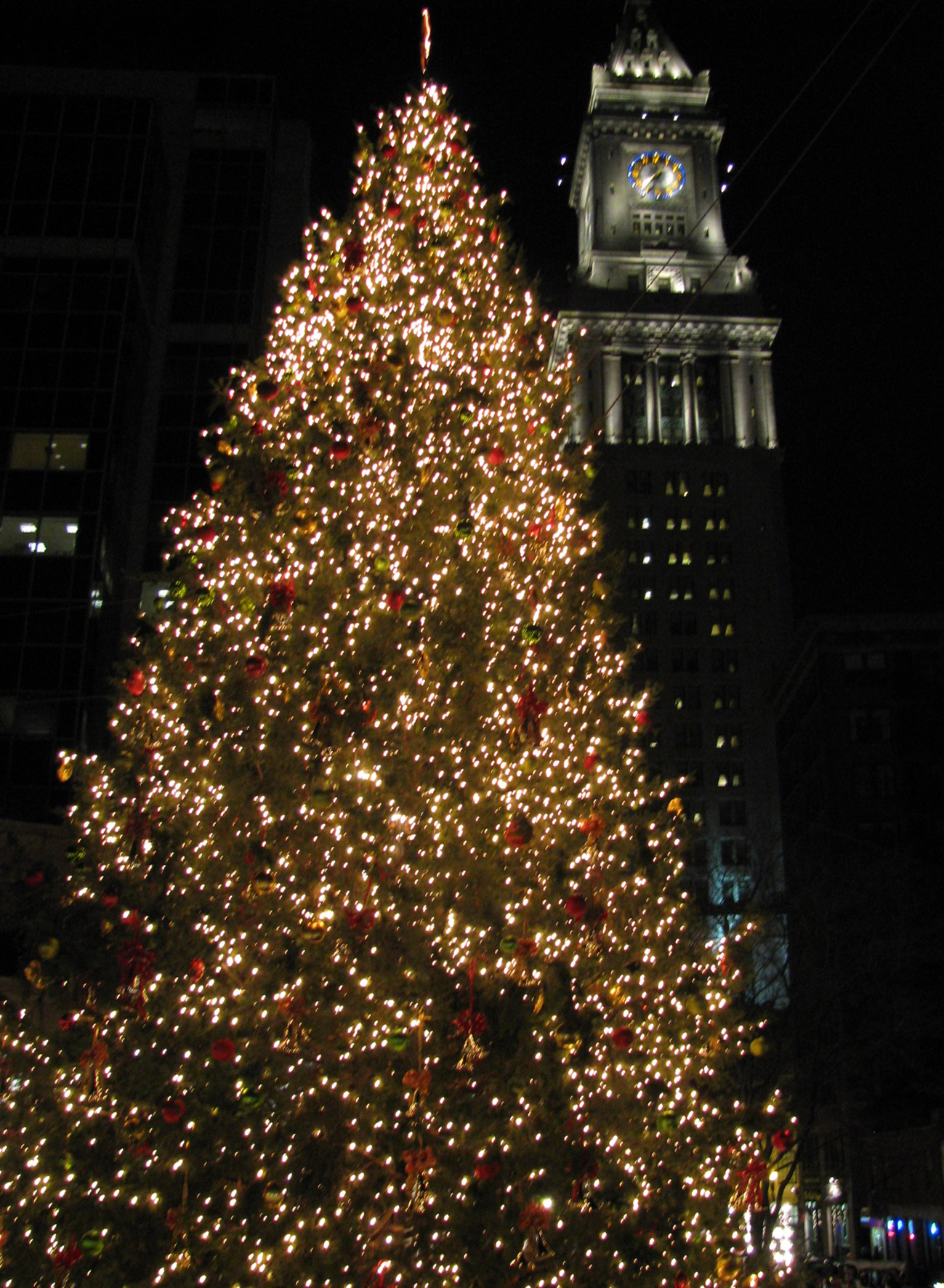
Une partie de l'électricité consommée à Boston provient des lointains barrages de la Baie-James. Une ligne de 450 kV à courant continu alimente la métropole de la Nouvelle-Angleterre depuis 1991.

Hydro-Québec exporte une partie de ses surplus d'électricité vers les réseaux voisins, au Canada et aux États-Unis, en vertu de contrats à long terme et de transaction sur les marchés de l'électricité de la Nouvelle-Angleterre, de l'État de New York et de l'Ontario. Deux filiales spécialisées dans le courtage d'énergie, Marketing d'énergie HQ et HQ Energy Services (U.S.), sont responsables de cette activité pour le compte de la société. En 2008, le volume des exportations s'est chiffré à 21,1 térawattheures et elles ont rapporté des recettes record de 1,9 milliard de dollars à la société publique québécoise.

#### Marché spot
La société dispose de plusieurs avantages dans ses transactions sur les marchés d'exportation. D'abord, son parc de centrales hydrauliques avec réservoirs permet une gestion des stocks sur une base pluriannuelle et ne requiert aucun combustible, dont les coûts fluctuent régulièrement. Hydro-Québec peut donc ajuster la production en fonction de la demande, ce qui permet de vendre l'électricité à prix plus élevés le jour et d'importer la nuit, lorsque les prix sont plus faibles. Enfin, le réseau électrique québécois enregistre sa pointe annuelle en hiver à cause du chauffage, contrairement aux réseaux voisins de l'Ontario, de l'État de New York et de la Nouvelle-Angleterre, qui connaissent une hausse marquée de la consommation l'été, en raison des besoins de climatisation des résidences et des bureaux.

#### Engagements à long terme
Bien que la plupart des ventes soient, en 2013, des transactions à court terme, Hydro-Québec honore toujours deux contrats à plus long terme. La première entente, signée en 1990 avec un groupe de 13 réseaux électriques de l'État du Vermont, porte sur la vente ferme de 328 mégawatts. Les exportations d'Hydro-Québec constituent 28 % de la demande de cet état voisin du Québec.
Le 11 mars 2010, les deux plus importants distributeurs d'électricité du Vermont, Green Mountain Power et Central Vermont Public Service, ont conclu un protocole d'entente en vue de la vente d'une puissance maximale de 225 MW pour la période allant de 2012 à 2038. L'entente prévoit notamment un mécanisme d'ajustement des prix afin de réduire les risques reliés à la volatilité des marchés et engage le Vermont à désigner les grandes centrales hydroélectriques comme une source d'énergie renouvelable,,. La Loi sur l'énergie renouvelable, H.781, a été adoptée par les deux chambres de la législature et ratifiée par le gouverneur Jim Douglas, le 4 juin 2010.
Le second, avec le distributeur Cornwall Electric, une filiale de Fortis Inc. qui dessert 23 000 clients de la région de Cornwall en Ontario, sera en vigueur jusqu'à la fin de 2019.
L'élection, en 2008, de Barack Obama à la présidence américaine, laissait présager des ventes accrues d'hydroélectricité québécoises sur les marchés des États-Unis. En février 2009, le ministre responsable d'Hydro-Québec, Claude Béchard, demandait la préparation d'un nouveau plan stratégique ouvrant la porte à la ratification d'ententes fermes à long terme avec les États-Unis, comme c'était le cas lors de la mise en service du complexe de la Baie-James. La volonté du gouvernement a trouvé écho dans le Plan stratégique publié par Hydro-Québec en juillet 2009.
Toutefois, la faiblesse des prix du gaz naturel sur les marchés nord-américains, conséquence de l'exploitation des gaz de schiste, constituent un obstacle aux exportations québécoises d'électricité renouvelable. Alors qu'Hydro-Québec obtenait 9 ¢/kWh pour son électricité en 2008, les prix obtenus au premier trimestre 2012 ont chuté à 5,4 ¢/kWh.
En 2016, Hydro-Québec a remporté un appel de proposition lancé par l'État du Massachussetts afin de livrer un volume de 9,45 TWh d'électricité pendant vingt ans afin de permettre à cet état de la Nouvelle-Angleterre de décarboner son secteur de l'électricité. Après un revers auprès des instances de l'état du New Hampshire qui ont forcé l'abandon de la ligne Northern Pass, Hydo-Québec trouve un nouveau partenaire américain, le distributeur d'électricité Central Maine Power. Ce tracé, connu sous le nom de New England Clean Energy Corridor, traverse l'état voisin du Maine. Bien que contesté par des résidents, certains groupes environnementalistes et des producteurs d'électricité propriétaires de centrales au gaz naturel en Nouvelle-Angleterre, le projet obtient tous les permis nécessaire et sa construction s'amorce en février 2021.
Parallèlement aux efforts menés en Nouvelle-Angleterre, Hydro-Québec relance les pourparlers avec la ville de New York et l'état de New York. L'entreprise a annoncé qu'elle participera à l'appel de proposition lancé par l'État de New York en 2021 afin d'acquérir d'importants volumes d'électricité de sources renouvelables.

## Hydro-Québec et la société québécoise

### Identité nationale et culture populaire
Depuis une dizaine d'années[Depuis quand ?], des chercheurs et des artistes ont commencé à s'intéresser à la place qu'Hydro-Québec occupe dans l'identité et la culture québécoise. Selon l'historien Stéphane Savard, Hydro-Québec est au cœur des préoccupations politiques, économiques, sociales et culturelles du Québec contemporain. « Davantage qu’une simple entreprise publique, elle devient un instrument privilégié de promotion de représentations symboliques du Québec francophone, représentations qui se retrouvent inévitablement aux fondements des références identitaires en constants changements ».
La géographe Caroline Desbiens établit que les appels à la nature lancés par Hydro-Québec gravitent autour de la notion d'essence. Ainsi, un message comme le slogan « l'électricité est dans notre nature » établit un lien entre la nature au caractère immuable — l'espace physique de la nation — et l'identité de base des Québécois dans une construction européenne de la nation.
Les travaux de Dominique Perron s'intéressent spécialement aux campagnes promotionnelles de la société d'État québécoise. Dans un ouvrage publié en 2006, Dominique Perron associe le développement de l'« homo hydroquebecensis » — l'hydro-Québécois des publicités télévisées des années 1970 —, à celui d'un sentiment identitaire centré sur le territoire du Québec.
Perron relie également les représentations véhiculées dans une télésérie comme Les Bâtisseurs d'eau, produite et financée par Hydro-Québec en 1997 et le soin de souder « les réalisations de l'entreprise à la mémoire de la Révolution tranquille et de son nationalisme centré sur le territoire du Québec ».
La pièce de théâtre documentaire « J'aime Hydro », dont la principale protagoniste est la comédienne Christine Beaulieu, est consacrée à la relation de la population québécoise avec Hydro-Québec. Cette production, qui connaît un grand succès sur scène en 2017 et 2018, est également disponible en baladodiffusion et son texte fait l'objet d'une publication chez l'éditeur Atelier 10.

### Mouvements sociaux
Les mouvements sociaux et groupes d'intérêts québécois interviennent ponctuellement dans les médias et dans trois grands forums publics : les commissions parlementaires de l'Assemblée nationale, les rencontres publiques du Bureau d'audiences publiques sur l'environnement et les différentes audiences impliquant Hydro-Québec devant la Régie de l'énergie du Québec.
Le monde des affaires observe généralement une attitude bienveillante à l'égard d'Hydro-Québec. Les groupes représentant les manufacturiers favorisent le maintien des prix bas et stables et militent en faveur d'une augmentation de la production. Toutefois, certains groupes représentant les petites et moyennes entreprises revendiquent un interfinancement plus équitable envers les clients commerciaux et institutionnels.
Les syndicats, et en particulier la Fédération des travailleurs du Québec (FTQ) — syndicat le plus actif dans le domaine de la construction —, sont largement favorables au développement de l'hydroélectricité, un secteur créateur d'emplois bien rémunérés. La FTQ s'est par ailleurs prononcée en faveur de la réfection de la centrale nucléaire de Gentilly, qui doit débuter en 2011.
Le mouvement environnemental a, de son côté, une relation complexe avec Hydro-Québec. Certains groupes affichent une neutralité pratiquement complète et acceptent le mécénat de la société d'État, d'autres interpellent de manière sélective, alors que quelques-uns ont fait leurs raisons d'être de l'arrêt du développement hydroélectrique ou de la fin de la production nucléaire à Gentilly. Pour les sociologues Perron, Vaillancourt et Durand, cette ambivalence du mouvement environnemental québécois s'explique notamment par la logique sociale-démocrate d'Hydro-Québec découlant de son statut d'entreprise nationalisée et de sa valeur de symbole de l'autonomie et du développement du Québec.

## Présidents et présidentes
| Rang | Nom                        | Entrée en fonction | Fin de mandat  |
| ---- | -------------------------- | ------------------ | -------------- |
| 1er  | Télesphore-Damien Bouchard | 15 avril 1944      |                |
| 2e   | L.-Eugène Potvin           | 29 juin 1944       |                |
| 3e   | J.-Arthur Savoie           | 1er juin 1955      |                |
| 4e   | Jean-Claude Lessard        | 7 septembre 1960   |                |
| 5e   | Roland Giroux              | 1er août 1969      |                |
| 6e   | Robert A. Boyd             | 9 août 1977        |                |
| 7e   | Guy Coulombe               | 15 janvier 1982    |                |
| 8e   | Claude Boivin              | 2 mai 1988         |                |
| 9e   | Armand Couture             | septembre 1992     |                |
| 10e  | Benoît Michel              | 1er décembre 1995  |                |
| 11e  | André Caillé               | 1er octobre 1996   |                |
| 12e  | Thierry Vandal             | 6 avril 2005       |                |
| 13e  | Éric Martel                | 6 juillet 2015     |                |
| 14e  | Sophie Brochu              | 2 avril 2020       |                |
| 15e  | Michael Sabia              | 1er août 2023      | 4 juillet 2025 |

De 1944 à 1978, la haute direction d'Hydro-Québec était composée de cinq commissaires, l'un d'entre eux agissait comme président.
Lise Croteau (2015), Jean-Huges Lafleur (2020) et Pierre Depars (2023) ont assumé la fonction par intérim.